# Lista över fornlämningar i Skara kommun
Lista över fornlämningar i Skara kommun är en förteckning av ett urval av de fornlämningar som finns i Skara kommun.

## Bjärka
| Namn                              | Lämningstyp                 | Tillkomsttid | Historisk indelning   | Plats | Läge                 | ID-nr          | Bild                                      |
| --------------------------------- | --------------------------- | ------------ | --------------------- | ----- | -------------------- | -------------- | ----------------------------------------- |
| Bjärka 1:1                        | Stenkrets                   |              | Bjärka, Västergötland |       | 58.300547, 13.485435 | 10185600010001 | Ladda upp en bild av detta fornminne      |
| Bjärka 1:2                        | Stenkrets                   |              | Bjärka, Västergötland |       | 58.300608, 13.485203 | 10185600010002 | Ladda upp en bild av detta fornminne      |
| Bjärka 1:3                        | Stenkrets                   |              | Bjärka, Västergötland |       | 58.300697, 13.485047 | 10185600010003 | Ladda upp en bild av detta fornminne      |
| Bjärka 1:4                        | Stensättning                |              | Bjärka, Västergötland |       | 58.300693, 13.485374 | 10185600010004 | Ladda upp en bild av detta fornminne      |
| Bjärka 2:1                        | Gravfält                    |              | Bjärka, Västergötland |       | 58.302213, 13.484444 | 10185600020001 | Ladda upp en bild av detta fornminne      |
| Bjärka 3:1                        | Stensättning                |              | Bjärka, Västergötland |       | 58.280423, 13.471685 | 10185600030001 | Ladda upp en bild av detta fornminne      |
| Bjärka 3:2                        | Stensättning                |              | Bjärka, Västergötland |       | 58.280400, 13.472249 | 10185600030002 | Ladda upp en bild av detta fornminne      |
| Bjärka 4:1                        | Begravningsplats            |              | Bjärka, Västergötland |       | 58.295612, 13.491058 | 10185600040001 | Ladda upp en bild av detta fornminne      |
| Bjärka 4:2                        | Kyrka/kapell                |              | Bjärka, Västergötland |       | 58.295679, 13.490975 | 10185600040002 | Ladda upp en bild av detta fornminne      |
| Härenestenen (Vg 59) (Bjärka 6:1) | Runristning                 |              | Bjärka, Västergötland |       | 58.284520, 13.486801 | 10185600060001 | Ladda upp en till bild av detta fornminne |
| Timmelestenen (Bjärka 7:1)        | Runristning                 |              | Bjärka, Västergötland |       | 58.284690, 13.490694 | 10185600070001 | Ladda upp en bild av detta fornminne      |
| Smulastenen (Bjärka 7:2)          | Runristning                 |              | Bjärka, Västergötland |       | 58.285010, 13.490456 | 10185600070002 | Ladda upp en till bild av detta fornminne |
| Salebystenen (Vg 67) (Bjärka 7:3) | Runristning                 |              | Bjärka, Västergötland |       | 58.285025, 13.490752 | 10185600070003 | Ladda upp en till bild av detta fornminne |
| Bjärka 7:4                        | Hällristning                |              | Bjärka, Västergötland |       | 58.284738, 13.489981 | 10185600070004 | Ladda upp en bild av detta fornminne      |
| Bjärka 9:1                        | Minnesmärke                 |              | Bjärka, Västergötland |       | 58.285063, 13.494578 | 10185600090001 | Ladda upp en bild av detta fornminne      |
| Bjärka 9:2                        | Minnesmärke                 |              | Bjärka, Västergötland |       | 58.285063, 13.494578 | 10185600090002 | Ladda upp en bild av detta fornminne      |
| Abrahamstorpsstenen (Bjärka 10:1) | Runristning                 |              | Bjärka, Västergötland |       | 58.289050, 13.488891 | 10185600100001 | Ladda upp en bild av detta fornminne      |
| Bjärka 11:1                       | Stensättning                |              | Bjärka, Västergötland |       | 58.300813, 13.486541 | 10185600110001 | Ladda upp en bild av detta fornminne      |
| Bjärka 14:1                       | Stenkrets                   |              | Bjärka, Västergötland |       | 58.303191, 13.478294 | 10185600140001 | Ladda upp en bild av detta fornminne      |
| Bjärka 15:1                       | Stensättning                |              | Bjärka, Västergötland |       | 58.307131, 13.486439 | 10185600150001 | Ladda upp en bild av detta fornminne      |
| Bjärka 15:2                       | Stensättning                |              | Bjärka, Västergötland |       | 58.306991, 13.486189 | 10185600150002 | Ladda upp en bild av detta fornminne      |
| Bjärka 17:1                       | Stensättning                |              | Bjärka, Västergötland |       | 58.306615, 13.479299 | 10185600170001 | Ladda upp en bild av detta fornminne      |
| Bjärka 17:2                       | Stensättning                |              | Bjärka, Västergötland |       | 58.306459, 13.479620 | 10185600170002 | Ladda upp en bild av detta fornminne      |
| Bjärka 18:1                       | Stensättning                |              | Bjärka, Västergötland |       | 58.305323, 13.479102 | 10185600180001 | Ladda upp en bild av detta fornminne      |
| Höga Stenarna (Bjärka 21:1)       | Grav markerad av sten/block |              | Bjärka, Västergötland |       | 58.317583, 13.496925 | 10185600210001 | Ladda upp en bild av detta fornminne      |
| Höga Stenarna (Bjärka 21:2)       | Grav markerad av sten/block |              | Bjärka, Västergötland |       | 58.317463, 13.496840 | 10185600210002 | Ladda upp en bild av detta fornminne      |
| Höga Stenarna (Bjärka 21:3)       | Hällristning                |              | Bjärka, Västergötland |       | 58.317601, 13.497596 | 10185600210003 | Ladda upp en bild av detta fornminne      |
| Bjärka 22:1                       | Stenkrets                   |              | Bjärka, Västergötland |       | 58.311378, 13.482686 | 10185600220001 | Ladda upp en bild av detta fornminne      |
| Bjärka 29:1                       | Hällristning                |              | Bjärka, Västergötland |       | 58.317850, 13.494849 | 10185600290001 | Ladda upp en bild av detta fornminne      |
| Bjärka 30:1                       | Hällristning                |              | Bjärka, Västergötland |       | 58.314140, 13.497353 | 10185600300001 | Ladda upp en bild av detta fornminne      |
| Bjärka 35:1                       | Minnesmärke                 |              | Bjärka, Västergötland |       | 58.283983, 13.492278 | 10185600350001 | Ladda upp en bild av detta fornminne      |
| Bjärka 35:2                       | Minnesmärke                 |              | Bjärka, Västergötland |       | 58.284076, 13.492215 | 10185600350002 | Ladda upp en bild av detta fornminne      |
| Bjärka 37:1                       | Hällristning                |              | Bjärka, Västergötland |       | 58.317239, 13.500111 | 10185600370001 | Ladda upp en bild av detta fornminne      |
| Bjärka 39:1                       | Stenkrets                   |              | Bjärka, Västergötland |       | 58.302250, 13.490837 | 10185600390001 | Ladda upp en bild av detta fornminne      |
| Bjärka 41:1                       | Minnesmärke                 |              | Bjärka, Västergötland |       | 58.283141, 13.485195 | 10185600410001 | Ladda upp en bild av detta fornminne      |
| Bjärka 41:2                       | Minnesmärke                 |              | Bjärka, Västergötland |       | 58.283003, 13.485237 | 10185600410002 | Ladda upp en bild av detta fornminne      |
| Bjärka 65:1                       | Stensättning                |              | Bjärka, Västergötland |       | 58.304964, 13.485415 | 10185600650001 | Ladda upp en bild av detta fornminne      |

## Eggby
| Namn                          | Lämningstyp     | Tillkomsttid | Historisk indelning  | Plats       | Läge                 | ID-nr          | Bild                                      |
| ----------------------------- | --------------- | ------------ | -------------------- | ----------- | -------------------- | -------------- | ----------------------------------------- |
| Eggby 1:1                     | Gravfält        |              | Eggby, Västergötland |             | 58.429046, 13.670910 | 10187800010001 | Ladda upp en bild av detta fornminne      |
| Eggby 2:1                     | Röse            |              | Eggby, Västergötland |             | 58.427314, 13.676988 | 10187800020001 | Ladda upp en bild av detta fornminne      |
| Eggby 4:1                     | Stensättning    |              | Eggby, Västergötland |             | 58.430119, 13.664268 | 10187800040001 | Ladda upp en bild av detta fornminne      |
| Eggby 5:1                     | Stensättning    |              | Eggby, Västergötland |             | 58.429300, 13.663673 | 10187800050001 | Ladda upp en bild av detta fornminne      |
| Eggby 7:1                     | Stensättning    |              | Eggby, Västergötland |             | 58.420068, 13.679233 | 10187800070001 | Ladda upp en bild av detta fornminne      |
| Eggby 8:1                     | Stensättning    |              | Eggby, Västergötland |             | 58.418170, 13.677123 | 10187800080001 | Ladda upp en bild av detta fornminne      |
| Eggby 11:1                    | Stensättning    |              | Eggby, Västergötland |             | 58.415552, 13.672466 | 10187800110001 | Ladda upp en bild av detta fornminne      |
| Eggby 11:2                    | Stensättning    |              | Eggby, Västergötland |             | 58.415469, 13.672949 | 10187800110002 | Ladda upp en bild av detta fornminne      |
| Eggby 12:1                    | Stensättning    |              | Eggby, Västergötland |             | 58.413060, 13.670866 | 10187800120001 | Ladda upp en bild av detta fornminne      |
| Eggby 13:1                    | Stensättning    |              | Eggby, Västergötland |             | 58.409423, 13.665988 | 10187800130001 | Ladda upp en bild av detta fornminne      |
| Eggby 19:1                    | Hög             |              | Eggby, Västergötland |             | 58.419348, 13.656589 | 10187800190001 | Ladda upp en bild av detta fornminne      |
| Eggby 20:1                    | Hög             |              | Eggby, Västergötland |             | 58.419771, 13.656053 | 10187800200001 | Ladda upp en bild av detta fornminne      |
| Eggby 21:1                    | Stensättning    |              | Eggby, Västergötland |             | 58.420589, 13.656677 | 10187800210001 | Ladda upp en bild av detta fornminne      |
| Eggby 21:2                    | Stensättning    |              | Eggby, Västergötland |             | 58.420594, 13.656437 | 10187800210002 | Ladda upp en bild av detta fornminne      |
| Eggby 21:3                    | Stensättning    |              | Eggby, Västergötland |             | 58.420346, 13.656056 | 10187800210003 | Ladda upp en bild av detta fornminne      |
| Eggby 21:4                    | Stensättning    |              | Eggby, Västergötland |             | 58.420150, 13.656187 | 10187800210004 | Ladda upp en bild av detta fornminne      |
| Eggby 23:1                    | Stensättning    |              | Eggby, Västergötland |             | 58.419222, 13.654148 | 10187800230001 | Ladda upp en bild av detta fornminne      |
| Eggby 24:1                    | Stensättning    |              | Eggby, Västergötland |             | 58.421770, 13.651034 | 10187800240001 | Ladda upp en bild av detta fornminne      |
| Eggby 24:2                    | Stensättning    |              | Eggby, Västergötland |             | 58.421764, 13.651222 | 10187800240002 | Ladda upp en bild av detta fornminne      |
| Eggby 25:1                    | Stensättning    |              | Eggby, Västergötland |             | 58.421258, 13.649230 | 10187800250001 | Ladda upp en bild av detta fornminne      |
| Eggby 26:1                    | Stensättning    |              | Eggby, Västergötland |             | 58.418823, 13.650934 | 10187800260001 | Ladda upp en bild av detta fornminne      |
| Eggby 34:1                    | Stensättning    |              | Eggby, Västergötland |             | 58.425026, 13.684526 | 10187800340001 | Ladda upp en bild av detta fornminne      |
| Eggby 38:1                    | Stensättning    |              | Eggby, Västergötland |             | 58.402961, 13.662198 | 10187800380001 | Ladda upp en bild av detta fornminne      |
| Eggby 39:1                    | Stensättning    |              | Eggby, Västergötland |             | 58.415160, 13.679537 | 10187800390001 | Ladda upp en bild av detta fornminne      |
| Eggby 44:1                    | Stensättning    |              | Eggby, Västergötland |             | 58.431522, 13.651248 | 10187800440001 | Ladda upp en bild av detta fornminne      |
| Eggby 44:2                    | Stensättning    |              | Eggby, Västergötland |             | 58.431860, 13.651061 | 10187800440002 | Ladda upp en bild av detta fornminne      |
| Eggby 49:1                    | Gravfält        |              | Eggby, Västergötland |             | 58.430831, 13.645931 | 10187800490001 | Ladda upp en bild av detta fornminne      |
| Eggby 50:1                    | Stensättning    |              | Eggby, Västergötland |             | 58.430000, 13.645475 | 10187800500001 | Ladda upp en bild av detta fornminne      |
| Eggby 51:1                    | Hög             |              | Eggby, Västergötland |             | 58.430856, 13.647061 | 10187800510001 | Ladda upp en bild av detta fornminne      |
| Eggby 52:1                    | Stensättning    |              | Eggby, Västergötland |             | 58.435053, 13.637717 | 10187800520001 | Ladda upp en bild av detta fornminne      |
| Eggby 55:1                    | Röse            |              | Eggby, Västergötland |             | 58.433600, 13.629767 | 10187800550001 | Ladda upp en bild av detta fornminne      |
| Eggby 56:1                    | Stensättning    |              | Eggby, Västergötland |             | 58.432026, 13.624463 | 10187800560001 | Ladda upp en bild av detta fornminne      |
| Eggby 57:1                    | Gravfält        |              | Eggby, Västergötland |             | 58.431172, 13.621790 | 10187800570001 | Ladda upp en bild av detta fornminne      |
| Vg 77 (Eggby 59:1)            | Runristning     |              | Eggby, Västergötland | Eggby kyrka | 58.426240, 13.651644 | 10187800590001 | Ladda upp en till bild av detta fornminne |
| Eggby 60:1                    | Stensättning    |              | Eggby, Västergötland |             | 58.429935, 13.654452 | 10187800600001 | Ladda upp en bild av detta fornminne      |
| Eggby 60:2                    | Stensättning    |              | Eggby, Västergötland |             | 58.429937, 13.654058 | 10187800600002 | Ladda upp en bild av detta fornminne      |
| Eggby 60:3                    | Stensättning    |              | Eggby, Västergötland |             | 58.429750, 13.654139 | 10187800600003 | Ladda upp en bild av detta fornminne      |
| Eggby 60:4                    | Stensättning    |              | Eggby, Västergötland |             | 58.429562, 13.653707 | 10187800600004 | Ladda upp en bild av detta fornminne      |
| Eggby 61:1                    | Stensättning    |              | Eggby, Västergötland |             | 58.429444, 13.652573 | 10187800610001 | Ladda upp en bild av detta fornminne      |
| Eggby 61:2                    | Stenkrets       |              | Eggby, Västergötland |             | 58.429586, 13.652609 | 10187800610002 | Ladda upp en bild av detta fornminne      |
| Eggby 61:3                    | Stenkrets       |              | Eggby, Västergötland |             | 58.429489, 13.652205 | 10187800610003 | Ladda upp en bild av detta fornminne      |
| Pukstensbacken (Eggby 62:1)   | Hög             |              | Eggby, Västergötland |             | 58.427339, 13.641032 | 10187800620001 | Ladda upp en bild av detta fornminne      |
| Eggby 66:1                    | Hög             |              | Eggby, Västergötland |             | 58.435126, 13.621237 | 10187800660001 | Ladda upp en bild av detta fornminne      |
| Eggby 67:1                    | Stenkammargrav  |              | Eggby, Västergötland |             | 58.427165, 13.625240 | 10187800670001 | Ladda upp en bild av detta fornminne      |
| Eggby 70:1                    | Stensättning    |              | Eggby, Västergötland |             | 58.428619, 13.620021 | 10187800700001 | Ladda upp en bild av detta fornminne      |
| Eggby 71:1                    | Hög             |              | Eggby, Västergötland |             | 58.429748, 13.617067 | 10187800710001 | Ladda upp en bild av detta fornminne      |
| Eggby 73:1                    | Gravfält        |              | Eggby, Västergötland |             | 58.419969, 13.615510 | 10187800730001 | Ladda upp en bild av detta fornminne      |
| Höjentorps slott (Eggby 74:1) | Slott/herresäte |              | Eggby, Västergötland |             | 58.413566, 13.641960 | 10187800740001 | Ladda upp en till bild av detta fornminne |
| Eggby 75:1                    | Stensättning    |              | Eggby, Västergötland |             | 58.412186, 13.668806 | 10187800750001 | Ladda upp en bild av detta fornminne      |
| Eggby 76:1                    | Röse            |              | Eggby, Västergötland |             | 58.410304, 13.669690 | 10187800760001 | Ladda upp en bild av detta fornminne      |
| Eggby 85:1                    | Stensättning    |              | Eggby, Västergötland |             | 58.426821, 13.605830 | 10187800850001 | Ladda upp en bild av detta fornminne      |
| Eggby 86:1                    | Stensättning    |              | Eggby, Västergötland |             | 58.427891, 13.611527 | 10187800860001 | Ladda upp en bild av detta fornminne      |
| Eggby 89:1                    | Stensättning    |              | Eggby, Västergötland |             | 58.428065, 13.610265 | 10187800890001 | Ladda upp en bild av detta fornminne      |
| Eggby 91:1                    | Stensättning    |              | Eggby, Västergötland |             | 58.425822, 13.605677 | 10187800910001 | Ladda upp en bild av detta fornminne      |
| Eggby 91:2                    | Stensättning    |              | Eggby, Västergötland |             | 58.426000, 13.606268 | 10187800910002 | Ladda upp en bild av detta fornminne      |
| Eggby 92:1                    | Röse            |              | Eggby, Västergötland |             | 58.424769, 13.604174 | 10187800920001 | Ladda upp en bild av detta fornminne      |
| Eggby 92:2                    | Stensättning    |              | Eggby, Västergötland |             | 58.424922, 13.605139 | 10187800920002 | Ladda upp en bild av detta fornminne      |
| Eggby 92:3                    | Stensättning    |              | Eggby, Västergötland |             | 58.424921, 13.605550 | 10187800920003 | Ladda upp en bild av detta fornminne      |
| Eggby 97:1                    | Stensättning    |              | Eggby, Västergötland |             | 58.425549, 13.616773 | 10187800970001 | Ladda upp en bild av detta fornminne      |

## Härlunda
| Namn                          | Lämningstyp      | Tillkomsttid | Historisk indelning     | Plats | Läge                 | ID-nr          | Bild                                      |
| ----------------------------- | ---------------- | ------------ | ----------------------- | ----- | -------------------- | -------------- | ----------------------------------------- |
| Härlunda kyrka (Härlunda 1:1) | Begravningsplats |              | Härlunda, Västergötland |       | 58.328776, 13.408507 | 10194300010001 | Ladda upp en bild av detta fornminne      |
| Härlunda kyrka (Härlunda 1:2) | Kyrka/kapell     |              | Härlunda, Västergötland |       | 58.328811, 13.408265 | 10194300010002 | Ladda upp en bild av detta fornminne      |
| Härlunda 4:1                  | Gravfält         |              | Härlunda, Västergötland |       | 58.315831, 13.402530 | 10194300040001 | Ladda upp en bild av detta fornminne      |
| Härlunda 7:1                  | Stenkammargrav   |              | Härlunda, Västergötland |       | 58.329778, 13.447395 | 10194300070001 | Ladda upp en till bild av detta fornminne |
| Härlunda 10:1                 | Hällristning     |              | Härlunda, Västergötland |       | 58.328833, 13.446917 | 10194300100001 | Ladda upp en bild av detta fornminne      |
| Härlunda 10:2                 | Hällristning     |              | Härlunda, Västergötland |       | 58.328833, 13.446917 | 10194300100002 | Ladda upp en bild av detta fornminne      |

## Istrum
| Namn                        | Lämningstyp             | Tillkomsttid | Historisk indelning   | Plats | Läge                 | ID-nr          | Bild                                 |
| --------------------------- | ----------------------- | ------------ | --------------------- | ----- | -------------------- | -------------- | ------------------------------------ |
| Istrum 1:1                  | Stensättning            |              | Istrum, Västergötland |       | 58.439442, 13.584081 | 10194600010001 | Ladda upp en bild av detta fornminne |
| Istrum 1:2                  | Stensättning            |              | Istrum, Västergötland |       | 58.439260, 13.584436 | 10194600010002 | Ladda upp en bild av detta fornminne |
| Istrum 1:3                  | Stensättning            |              | Istrum, Västergötland |       | 58.439238, 13.584695 | 10194600010003 | Ladda upp en bild av detta fornminne |
| Istrum 2:1                  | Stensättning            |              | Istrum, Västergötland |       | 58.439097, 13.585287 | 10194600020001 | Ladda upp en bild av detta fornminne |
| Istrum 2:2                  | Stensättning            |              | Istrum, Västergötland |       | 58.439030, 13.585531 | 10194600020002 | Ladda upp en bild av detta fornminne |
| Istrum 3:1                  | Stenkrets               |              | Istrum, Västergötland |       | 58.439116, 13.587187 | 10194600030001 | Ladda upp en bild av detta fornminne |
| Istrum 3:2                  | Stenkrets               |              | Istrum, Västergötland |       | 58.439137, 13.586928 | 10194600030002 | Ladda upp en bild av detta fornminne |
| Istrum 4:1                  | Stensättning            |              | Istrum, Västergötland |       | 58.439436, 13.585657 | 10194600040001 | Ladda upp en bild av detta fornminne |
| Istrum 6:1                  | Stensättning            |              | Istrum, Västergötland |       | 58.439511, 13.589043 | 10194600060001 | Ladda upp en bild av detta fornminne |
| Istrum 8:1                  | Stensättning            |              | Istrum, Västergötland |       | 58.444155, 13.594734 | 10194600080001 | Ladda upp en bild av detta fornminne |
| Istrum 9:1                  | Kyrka/kapell            |              | Istrum, Västergötland |       | 58.439988, 13.628169 | 10194600090001 | Ladda upp en bild av detta fornminne |
| Istrum 10:1                 | Stensättning            |              | Istrum, Västergötland |       | 58.442929, 13.642543 | 10194600100001 | Ladda upp en bild av detta fornminne |
| Istrum 11:1                 | Röse                    |              | Istrum, Västergötland |       | 58.440468, 13.638719 | 10194600110001 | Ladda upp en bild av detta fornminne |
| Istrum 11:2                 | Röse                    |              | Istrum, Västergötland |       | 58.440456, 13.639011 | 10194600110002 | Ladda upp en bild av detta fornminne |
| Istrum 12:1                 | Röse                    |              | Istrum, Västergötland |       | 58.440402, 13.641412 | 10194600120001 | Ladda upp en bild av detta fornminne |
| Istrum 13:1                 | Röse                    |              | Istrum, Västergötland |       | 58.440659, 13.643108 | 10194600130001 | Ladda upp en bild av detta fornminne |
| Istrum 15:1                 | Hög                     |              | Istrum, Västergötland |       | 58.441893, 13.649036 | 10194600150001 | Ladda upp en bild av detta fornminne |
| Istrum 16:1                 | Röse                    |              | Istrum, Västergötland |       | 58.442307, 13.656700 | 10194600160001 | Ladda upp en bild av detta fornminne |
| Istrum 17:1                 | Röse                    |              | Istrum, Västergötland |       | 58.442724, 13.657391 | 10194600170001 | Ladda upp en bild av detta fornminne |
| Istrum 18:1                 | Röse                    |              | Istrum, Västergötland |       | 58.440985, 13.652781 | 10194600180001 | Ladda upp en bild av detta fornminne |
| Istrum 19:1                 | Stensättning            |              | Istrum, Västergötland |       | 58.442507, 13.650656 | 10194600190001 | Ladda upp en bild av detta fornminne |
| Istrum 20:1                 | Röse                    |              | Istrum, Västergötland |       | 58.443303, 13.651922 | 10194600200001 | Ladda upp en bild av detta fornminne |
| Istrum 21:1                 | Stensättning            |              | Istrum, Västergötland |       | 58.443988, 13.652458 | 10194600210001 | Ladda upp en bild av detta fornminne |
| Källarebacken (Istrum 22:1) | Husgrund, historisk tid |              | Istrum, Västergötland |       | 58.445060, 13.648856 | 10194600220001 | Ladda upp en bild av detta fornminne |
| Istrum 23:1                 | Röse                    |              | Istrum, Västergötland |       | 58.443006, 13.661414 | 10194600230001 | Ladda upp en bild av detta fornminne |
| Istrum 24:1                 | Röse                    |              | Istrum, Västergötland |       | 58.442569, 13.661581 | 10194600240001 | Ladda upp en bild av detta fornminne |
| Istrum 24:2                 | Röse                    |              | Istrum, Västergötland |       | 58.442372, 13.661132 | 10194600240002 | Ladda upp en bild av detta fornminne |
| Istrum 25:1                 | Röse                    |              | Istrum, Västergötland |       | 58.444867, 13.662009 | 10194600250001 | Ladda upp en bild av detta fornminne |
| Istrum 26:1                 | Röse                    |              | Istrum, Västergötland |       | 58.445013, 13.657356 | 10194600260001 | Ladda upp en bild av detta fornminne |
| Istrum 29:1                 | Stensättning            |              | Istrum, Västergötland |       | 58.453003, 13.584166 | 10194600290001 | Ladda upp en bild av detta fornminne |
| Istrum 30:1                 | Stensättning            |              | Istrum, Västergötland |       | 58.439333, 13.578092 | 10194600300001 | Ladda upp en bild av detta fornminne |
| Istrum 31:1                 | Stensättning            |              | Istrum, Västergötland |       | 58.439832, 13.573728 | 10194600310001 | Ladda upp en bild av detta fornminne |
| Istrum 33:1                 | Stensättning            |              | Istrum, Västergötland |       | 58.450415, 13.568957 | 10194600330001 | Ladda upp en bild av detta fornminne |
| Istrum 34:1                 | Stensättning            |              | Istrum, Västergötland |       | 58.449493, 13.565468 | 10194600340001 | Ladda upp en bild av detta fornminne |
| Istrum 34:2                 | Stensättning            |              | Istrum, Västergötland |       | 58.449672, 13.565474 | 10194600340002 | Ladda upp en bild av detta fornminne |
| Istrum 34:3                 | Stensättning            |              | Istrum, Västergötland |       | 58.449330, 13.565393 | 10194600340003 | Ladda upp en bild av detta fornminne |
| Istrum 36:1                 | Begravningsplats        |              | Istrum, Västergötland |       | 58.454175, 13.568206 | 10194600360001 | Ladda upp en bild av detta fornminne |
| Istrum 41:1                 | Röse                    |              | Istrum, Västergötland |       | 58.438860, 13.652462 | 10194600410001 | Ladda upp en bild av detta fornminne |
| Istrum 41:2                 | Hällristning            |              | Istrum, Västergötland |       | 58.439209, 13.652438 | 10194600410002 | Ladda upp en bild av detta fornminne |
| Istrum 41:3                 | Röse                    |              | Istrum, Västergötland |       | 58.439355, 13.652069 | 10194600410003 | Ladda upp en bild av detta fornminne |
| Istrum 42:1                 | Röse                    |              | Istrum, Västergötland |       | 58.443879, 13.660122 | 10194600420001 | Ladda upp en bild av detta fornminne |
| Istrum 42:2                 | Röse                    |              | Istrum, Västergötland |       | 58.443611, 13.659712 | 10194600420002 | Ladda upp en bild av detta fornminne |
| Istrum 43:1                 | Röse                    |              | Istrum, Västergötland |       | 58.442142, 13.655563 | 10194600430001 | Ladda upp en bild av detta fornminne |
| Istrum 43:2                 | Röse                    |              | Istrum, Västergötland |       | 58.442220, 13.655917 | 10194600430002 | Ladda upp en bild av detta fornminne |
| Istrum 44:1                 | Röse                    |              | Istrum, Västergötland |       | 58.440243, 13.645769 | 10194600440001 | Ladda upp en bild av detta fornminne |
| Istrum 44:2                 | Röse                    |              | Istrum, Västergötland |       | 58.440491, 13.646819 | 10194600440002 | Ladda upp en bild av detta fornminne |
| Istrum 46:1                 | Stensättning            |              | Istrum, Västergötland |       | 58.461490, 13.556903 | 10194600460001 | Ladda upp en bild av detta fornminne |
| Istrum 117:1                | Stensättning            |              | Istrum, Västergötland |       | 58.438830, 13.560502 | 10194601170001 | Ladda upp en bild av detta fornminne |
| Istrum 165:1                | Stensättning            |              | Istrum, Västergötland |       | 58.465699, 13.650474 | 10194601650001 | Ladda upp en bild av detta fornminne |
| Istrum 165:2                | Stensättning            |              | Istrum, Västergötland |       | 58.465679, 13.650266 | 10194601650002 | Ladda upp en bild av detta fornminne |
| Istrum 165:3                | Stensättning            |              | Istrum, Västergötland |       | 58.465701, 13.650101 | 10194601650003 | Ladda upp en bild av detta fornminne |
| Istrum 165:4                | Stensättning            |              | Istrum, Västergötland |       | 58.465724, 13.649935 | 10194601650004 | Ladda upp en bild av detta fornminne |

## Marum
| Namn      | Lämningstyp  | Tillkomsttid | Historisk indelning  | Plats | Läge                 | ID-nr          | Bild                                 |
| --------- | ------------ | ------------ | -------------------- | ----- | -------------------- | -------------- | ------------------------------------ |
| Marum 2:1 | Stensättning |              | Marum, Västergötland |       | 58.369059, 13.375315 | 10198700020001 | Ladda upp en bild av detta fornminne |
| Marum 3:1 | Hällristning |              | Marum, Västergötland |       | 58.362397, 13.343963 | 10198700030001 | Ladda upp en bild av detta fornminne |

## Norra Lundby
| Namn                                    | Lämningstyp                 | Tillkomsttid | Historisk indelning         | Plats | Läge                 | ID-nr          | Bild                                      |
| --------------------------------------- | --------------------------- | ------------ | --------------------------- | ----- | -------------------- | -------------- | ----------------------------------------- |
| Fästenen (Norra Lundby 1:1)             | Grav markerad av sten/block |              | Norra Lundby, Västergötland |       | 58.380263, 13.588050 | 10199900010001 | Ladda upp en bild av detta fornminne      |
| Norra Lundby 5:1                        | Runristning                 |              | Norra Lundby, Västergötland |       | 58.375414, 13.620298 | 10199900050001 | Ladda upp en bild av detta fornminne      |
| Norra Lundby 9:1                        | Stensättning                |              | Norra Lundby, Västergötland |       | 58.374705, 13.625760 | 10199900090001 | Ladda upp en bild av detta fornminne      |
| Norra Lundby 10:1                       | Stensättning                |              | Norra Lundby, Västergötland |       | 58.374021, 13.625646 | 10199900100001 | Ladda upp en bild av detta fornminne      |
| Norra Lundby 10:2                       | Stensättning                |              | Norra Lundby, Västergötland |       | 58.373935, 13.625326 | 10199900100002 | Ladda upp en bild av detta fornminne      |
| Norra Lundby 11:1                       | Stensättning                |              | Norra Lundby, Västergötland |       | 58.373952, 13.624197 | 10199900110001 | Ladda upp en bild av detta fornminne      |
| Norra Lundby 15:1                       | Stensättning                |              | Norra Lundby, Västergötland |       | 58.375212, 13.639645 | 10199900150001 | Ladda upp en bild av detta fornminne      |
| Norra Lundby 18:1                       | Stensättning                |              | Norra Lundby, Västergötland |       | 58.373407, 13.649381 | 10199900180001 | Ladda upp en bild av detta fornminne      |
| Norra Lundby 22:1                       | Stensättning                |              | Norra Lundby, Västergötland |       | 58.374023, 13.639956 | 10199900220001 | Ladda upp en bild av detta fornminne      |
| Norra Lundby 22:2                       | Stensättning                |              | Norra Lundby, Västergötland |       | 58.374011, 13.640296 | 10199900220002 | Ladda upp en bild av detta fornminne      |
| Norra Lundby 24:1                       | Stensättning                |              | Norra Lundby, Västergötland |       | 58.374724, 13.643231 | 10199900240001 | Ladda upp en bild av detta fornminne      |
| Norra Lundby 26:1                       | Stenkammargrav              |              | Norra Lundby, Västergötland |       | 58.372812, 13.634746 | 10199900260001 | Ladda upp en bild av detta fornminne      |
| Norra Lundby 28:1                       | Stensättning                |              | Norra Lundby, Västergötland |       | 58.372819, 13.622637 | 10199900280001 | Ladda upp en bild av detta fornminne      |
| Norra Lundby 28:2                       | Stensättning                |              | Norra Lundby, Västergötland |       | 58.372792, 13.623698 | 10199900280002 | Ladda upp en bild av detta fornminne      |
| Norra Lundby 28:3                       | Stensättning                |              | Norra Lundby, Västergötland |       | 58.373150, 13.624005 | 10199900280003 | Ladda upp en bild av detta fornminne      |
| Norra Lundby 29:1                       | Stensättning                |              | Norra Lundby, Västergötland |       | 58.372199, 13.623317 | 10199900290001 | Ladda upp en bild av detta fornminne      |
| Norra Lundby 30:1                       | Stensättning                |              | Norra Lundby, Västergötland |       | 58.371162, 13.624293 | 10199900300001 | Ladda upp en bild av detta fornminne      |
| Norra Lundby 30:2                       | Stensättning                |              | Norra Lundby, Västergötland |       | 58.371006, 13.624476 | 10199900300002 | Ladda upp en bild av detta fornminne      |
| Norra Lundby 31:1                       | Hög                         |              | Norra Lundby, Västergötland |       | 58.370528, 13.624197 | 10199900310001 | Ladda upp en bild av detta fornminne      |
| Norra Lundby 31:2                       | Stensättning                |              | Norra Lundby, Västergötland |       | 58.370846, 13.623603 | 10199900310002 | Ladda upp en bild av detta fornminne      |
| Norra Lundby 31:3                       | Stensättning                |              | Norra Lundby, Västergötland |       | 58.370582, 13.622408 | 10199900310003 | Ladda upp en bild av detta fornminne      |
| Norra Lundby 32:1                       | Stensättning                |              | Norra Lundby, Västergötland |       | 58.370687, 13.625969 | 10199900320001 | Ladda upp en bild av detta fornminne      |
| Norra Lundby 33:1                       | Hög                         |              | Norra Lundby, Västergötland |       | 58.372828, 13.625187 | 10199900330001 | Ladda upp en bild av detta fornminne      |
| Norra Lundby 33:2                       | Stensättning                |              | Norra Lundby, Västergötland |       | 58.372698, 13.624887 | 10199900330002 | Ladda upp en bild av detta fornminne      |
| Norra Lundby 33:3                       | Stensättning                |              | Norra Lundby, Västergötland |       | 58.372866, 13.626364 | 10199900330003 | Ladda upp en bild av detta fornminne      |
| Norra Lundby 34:1                       | Stensättning                |              | Norra Lundby, Västergötland |       | 58.372962, 13.627444 | 10199900340001 | Ladda upp en bild av detta fornminne      |
| Norra Lundby 35:1                       | Stensättning                |              | Norra Lundby, Västergötland |       | 58.374021, 13.629170 | 10199900350001 | Ladda upp en bild av detta fornminne      |
| Norra Lundby 35:2                       | Stensättning                |              | Norra Lundby, Västergötland |       | 58.374103, 13.629233 | 10199900350002 | Ladda upp en bild av detta fornminne      |
| Norra Lundby 37:1                       | Stensättning                |              | Norra Lundby, Västergötland |       | 58.372203, 13.629904 | 10199900370001 | Ladda upp en bild av detta fornminne      |
| Norra Lundby 37:2                       | Hög                         |              | Norra Lundby, Västergötland |       | 58.372819, 13.629644 | 10199900370002 | Ladda upp en bild av detta fornminne      |
| Norra Lundby 38:1                       | Stenkammargrav              |              | Norra Lundby, Västergötland |       | 58.372595, 13.615707 | 10199900380001 | Ladda upp en bild av detta fornminne      |
| Norra Lundby 38:2                       | Stenkammargrav              |              | Norra Lundby, Västergötland |       | 58.372152, 13.615988 | 10199900380002 | Ladda upp en bild av detta fornminne      |
| Norra Lundby 38:3                       | Hällristning                |              | Norra Lundby, Västergötland |       | 58.372149, 13.615980 | 10199900380003 | Ladda upp en bild av detta fornminne      |
| Norra Lundby 39:1                       | Stensättning                |              | Norra Lundby, Västergötland |       | 58.374172, 13.615208 | 10199900390001 | Ladda upp en bild av detta fornminne      |
| Norra Lundby 41:1                       | Stenkammargrav              |              | Norra Lundby, Västergötland |       | 58.368389, 13.623582 | 10199900410001 | Ladda upp en bild av detta fornminne      |
| Norra Lundby 42:1                       | Hög                         |              | Norra Lundby, Västergötland |       | 58.361819, 13.628264 | 10199900420001 | Ladda upp en bild av detta fornminne      |
| Norra Lundby 43:1                       | Stensättning                |              | Norra Lundby, Västergötland |       | 58.362413, 13.628368 | 10199900430001 | Ladda upp en bild av detta fornminne      |
| Norra Lundby 43:2                       | Stensättning                |              | Norra Lundby, Västergötland |       | 58.362293, 13.628672 | 10199900430002 | Ladda upp en bild av detta fornminne      |
| Norra Lundby 43:3                       | Stensättning                |              | Norra Lundby, Västergötland |       | 58.362439, 13.628781 | 10199900430003 | Ladda upp en bild av detta fornminne      |
| Norra Lundby 43:4                       | Stensättning                |              | Norra Lundby, Västergötland |       | 58.362592, 13.628997 | 10199900430004 | Ladda upp en bild av detta fornminne      |
| Norra Lundby 45:1                       | Hög                         |              | Norra Lundby, Västergötland |       | 58.368806, 13.638324 | 10199900450001 | Ladda upp en bild av detta fornminne      |
| Norra Lundby 45:2                       | Stensättning                |              | Norra Lundby, Västergötland |       | 58.368599, 13.638035 | 10199900450002 | Ladda upp en bild av detta fornminne      |
| Norra Lundby 46:2                       | Grav markerad av sten/block |              | Norra Lundby, Västergötland |       | 58.368372, 13.638989 | 10199900460002 | Ladda upp en bild av detta fornminne      |
| Norra Lundby 47:1                       | Stensättning                |              | Norra Lundby, Västergötland |       | 58.370002, 13.638804 | 10199900470001 | Ladda upp en bild av detta fornminne      |
| Norra Lundby 47:2                       | Stensättning                |              | Norra Lundby, Västergötland |       | 58.369921, 13.638613 | 10199900470002 | Ladda upp en bild av detta fornminne      |
| Norra Lundby 47:3                       | Stensättning                |              | Norra Lundby, Västergötland |       | 58.370248, 13.638609 | 10199900470003 | Ladda upp en bild av detta fornminne      |
| Norra Lundby 48:1                       | Stensättning                |              | Norra Lundby, Västergötland |       | 58.368149, 13.636713 | 10199900480001 | Ladda upp en bild av detta fornminne      |
| Norra Lundby 48:2                       | Stensättning                |              | Norra Lundby, Västergötland |       | 58.368008, 13.636393 | 10199900480002 | Ladda upp en bild av detta fornminne      |
| Biskopskullen (Norra Lundby 49:1)       | Stensättning                |              | Norra Lundby, Västergötland |       | 58.367971, 13.635093 | 10199900490001 | Ladda upp en bild av detta fornminne      |
| Norra Lundby 50:1                       | Stensättning                |              | Norra Lundby, Västergötland |       | 58.367767, 13.633670 | 10199900500001 | Ladda upp en bild av detta fornminne      |
| Norra Lundby 50:2                       | Stensättning                |              | Norra Lundby, Västergötland |       | 58.367447, 13.633330 | 10199900500002 | Ladda upp en bild av detta fornminne      |
| Norra Lundby 51:1                       | Stensättning                |              | Norra Lundby, Västergötland |       | 58.368420, 13.634074 | 10199900510001 | Ladda upp en bild av detta fornminne      |
| Norra Lundby 51:2                       | Stensättning                |              | Norra Lundby, Västergötland |       | 58.368302, 13.633979 | 10199900510002 | Ladda upp en bild av detta fornminne      |
| Norra Lundby 52:1                       | Stensättning                |              | Norra Lundby, Västergötland |       | 58.369358, 13.635418 | 10199900520001 | Ladda upp en bild av detta fornminne      |
| Norra Lundby 52:2                       | Stensättning                |              | Norra Lundby, Västergötland |       | 58.369246, 13.635331 | 10199900520002 | Ladda upp en bild av detta fornminne      |
| Norra Lundby 53:1                       | Stensättning                |              | Norra Lundby, Västergötland |       | 58.369234, 13.629102 | 10199900530001 | Ladda upp en bild av detta fornminne      |
| Store hög (Norra Lundby 54:1)           | Stensättning                |              | Norra Lundby, Västergötland |       | 58.364860, 13.633761 | 10199900540001 | Ladda upp en bild av detta fornminne      |
| Norra Lundby 56:1                       | Stensättning                |              | Norra Lundby, Västergötland |       | 58.361861, 13.632483 | 10199900560001 | Ladda upp en bild av detta fornminne      |
| Högarna el Högängen (Norra Lundby 62:1) | Gravfält                    |              | Norra Lundby, Västergötland |       | 58.366693, 13.634732 | 10199900620001 | Ladda upp en till bild av detta fornminne |
| Norra Lundby 65:1                       | Stensättning                |              | Norra Lundby, Västergötland |       | 58.383072, 13.628950 | 10199900650001 | Ladda upp en bild av detta fornminne      |
| Norra Lundby 66:1                       | Stenkammargrav              |              | Norra Lundby, Västergötland |       | 58.381001, 13.633285 | 10199900660001 | Ladda upp en bild av detta fornminne      |
| Norra Lundby 68:1                       | Stensättning                |              | Norra Lundby, Västergötland |       | 58.354556, 13.617362 | 10199900680001 | Ladda upp en bild av detta fornminne      |
| Norra Lundby 69:1                       | Hög                         |              | Norra Lundby, Västergötland |       | 58.354652, 13.619920 | 10199900690001 | Ladda upp en bild av detta fornminne      |
| Norra Lundby 70:1                       | Stensättning                |              | Norra Lundby, Västergötland |       | 58.355986, 13.621857 | 10199900700001 | Ladda upp en bild av detta fornminne      |
| Norra Lundby 71:1                       | Gravfält                    |              | Norra Lundby, Västergötland |       | 58.356918, 13.622142 | 10199900710001 | Ladda upp en till bild av detta fornminne |
| Norra Lundby 73:1                       | Stensättning                |              | Norra Lundby, Västergötland |       | 58.355514, 13.622759 | 10199900730001 | Ladda upp en bild av detta fornminne      |
| Norra Lundby 74:1                       | Hög                         |              | Norra Lundby, Västergötland |       | 58.359632, 13.624585 | 10199900740001 | Ladda upp en bild av detta fornminne      |
| Norra Lundby 74:2                       | Hög                         |              | Norra Lundby, Västergötland |       | 58.359260, 13.624247 | 10199900740002 | Ladda upp en bild av detta fornminne      |
| Norra Lundby 74:3                       | Hög                         |              | Norra Lundby, Västergötland |       | 58.359965, 13.624698 | 10199900740003 | Ladda upp en bild av detta fornminne      |
| Norra Lundby 75:1                       | Stensättning                |              | Norra Lundby, Västergötland |       | 58.352914, 13.615052 | 10199900750001 | Ladda upp en bild av detta fornminne      |
| Norra Lundby 76:1                       | Stensättning                |              | Norra Lundby, Västergötland |       | 58.353164, 13.618419 | 10199900760001 | Ladda upp en bild av detta fornminne      |
| Norra Lundby 76:2                       | Stensättning                |              | Norra Lundby, Västergötland |       | 58.352978, 13.618037 | 10199900760002 | Ladda upp en bild av detta fornminne      |
| Norra Lundby 76:3                       | Stensättning                |              | Norra Lundby, Västergötland |       | 58.352790, 13.618048 | 10199900760003 | Ladda upp en bild av detta fornminne      |
| Norra Lundby 76:6                       | Stensättning                |              | Norra Lundby, Västergötland |       | 58.353194, 13.618075 | 10199900760006 | Ladda upp en bild av detta fornminne      |
| Norra Lundby 77:2                       | Hällristning                |              | Norra Lundby, Västergötland |       | 58.351348, 13.619432 | 10199900770002 | Ladda upp en bild av detta fornminne      |
| Norra Lundby 78:1                       | Hög                         |              | Norra Lundby, Västergötland |       | 58.352571, 13.616762 | 10199900780001 | Ladda upp en bild av detta fornminne      |
| Norra Lundby 79:1                       | Hög                         |              | Norra Lundby, Västergötland |       | 58.354015, 13.621316 | 10199900790001 | Ladda upp en bild av detta fornminne      |
| Norra Lundby 79:2                       | Hög                         |              | Norra Lundby, Västergötland |       | 58.354030, 13.620825 | 10199900790002 | Ladda upp en bild av detta fornminne      |
| Norra Lundby 80:1                       | Stensättning                |              | Norra Lundby, Västergötland |       | 58.356882, 13.620676 | 10199900800001 | Ladda upp en bild av detta fornminne      |
| Norra Lundby 81:1                       | Hög                         |              | Norra Lundby, Västergötland |       | 58.355183, 13.624543 | 10199900810001 | Ladda upp en bild av detta fornminne      |
| Norra Lundby 81:2                       | Stensättning                |              | Norra Lundby, Västergötland |       | 58.355473, 13.624704 | 10199900810002 | Ladda upp en bild av detta fornminne      |
| Norra Lundby 81:3                       | Stensättning                |              | Norra Lundby, Västergötland |       | 58.355624, 13.624973 | 10199900810003 | Ladda upp en bild av detta fornminne      |
| Norra Lundby 82:1                       | Hög                         |              | Norra Lundby, Västergötland |       | 58.356450, 13.623898 | 10199900820001 | Ladda upp en bild av detta fornminne      |
| Norra Lundby 83:1                       | Stenkrets                   |              | Norra Lundby, Västergötland |       | 58.379992, 13.627167 | 10199900830001 | Ladda upp en bild av detta fornminne      |
| Norra Lundby 83:2                       | Grav markerad av sten/block |              | Norra Lundby, Västergötland |       | 58.379928, 13.627324 | 10199900830002 | Ladda upp en bild av detta fornminne      |
| Norra Lundby 85:1                       | Stensättning                |              | Norra Lundby, Västergötland |       | 58.369426, 13.626629 | 10199900850001 | Ladda upp en bild av detta fornminne      |
| Norra Lundby 86:1                       | Stensättning                |              | Norra Lundby, Västergötland |       | 58.385227, 13.629467 | 10199900860001 | Ladda upp en bild av detta fornminne      |
| Norra Lundby 103:1                      | Röse                        |              | Norra Lundby, Västergötland |       | 58.374762, 13.639376 | 10199901030001 | Ladda upp en bild av detta fornminne      |
| Norra Lundby 103:2                      | Röse                        |              | Norra Lundby, Västergötland |       | 58.374130, 13.639198 | 10199901030002 | Ladda upp en bild av detta fornminne      |
| Norra Lundby 110:1                      | Stenkammargrav              |              | Norra Lundby, Västergötland |       | 58.385764, 13.631746 | 10199901100001 | Ladda upp en bild av detta fornminne      |
| Norra Lundby 116:1                      | Hög                         |              | Norra Lundby, Västergötland |       | 58.354690, 13.623816 | 10199901160001 | Ladda upp en bild av detta fornminne      |
| Norra Lundby 117:1                      | Hög                         |              | Norra Lundby, Västergötland |       | 58.354930, 13.622616 | 10199901170001 | Ladda upp en bild av detta fornminne      |
| Norra Lundby 117:4                      | Stensättning                |              | Norra Lundby, Västergötland |       | 58.354627, 13.621681 | 10199901170004 | Ladda upp en bild av detta fornminne      |
| Norra Lundby 119:1                      | Stenkammargrav              |              | Norra Lundby, Västergötland |       | 58.360001, 13.625535 | 10199901190001 | Ladda upp en bild av detta fornminne      |
| Norra Lundby 120:1                      | Stensättning                |              | Norra Lundby, Västergötland |       | 58.363889, 13.631699 | 10199901200001 | Ladda upp en bild av detta fornminne      |
| Norra Lundby 122:1                      | Stensättning                |              | Norra Lundby, Västergötland |       | 58.369100, 13.636730 | 10199901220001 | Ladda upp en bild av detta fornminne      |
| Norra Lundby 136:1                      | Stensättning                |              | Norra Lundby, Västergötland |       | 58.376000, 13.638969 | 10199901360001 | Ladda upp en bild av detta fornminne      |
| Norra Lundby 147:1                      | Stensättning                |              | Norra Lundby, Västergötland |       | 58.359951, 13.626917 | 10199901470001 | Ladda upp en bild av detta fornminne      |
| Norra Lundby 155:1                      | Stensättning                |              | Norra Lundby, Västergötland |       | 58.354772, 13.625193 | 10199901550001 | Ladda upp en bild av detta fornminne      |
| Bolum 123:1                             | Stensättning                |              | Norra Lundby, Västergötland |       | 58.347633, 13.630554 | 10185901230001 | Ladda upp en bild av detta fornminne      |

## Norra Ving
| Namn                                       | Lämningstyp                 | Tillkomsttid | Historisk indelning       | Plats | Läge                 | ID-nr          | Bild                                 |
| ------------------------------------------ | --------------------------- | ------------ | ------------------------- | ----- | -------------------- | -------------- | ------------------------------------ |
| Norra Ving 1:1                             | Stensättning                |              | Norra Ving, Västergötland |       | 58.373848, 13.549352 | 10200000010001 | Ladda upp en bild av detta fornminne |
| Ingvalds kulle (Norra Ving 2:1)            | Gravfält                    |              | Norra Ving, Västergötland |       | 58.372128, 13.561725 | 10200000020001 | Ladda upp en bild av detta fornminne |
| Norra Ving 3:1                             | Hög                         |              | Norra Ving, Västergötland |       | 58.373532, 13.560721 | 10200000030001 | Ladda upp en bild av detta fornminne |
| Norra Ving 4:1                             | Hög                         |              | Norra Ving, Västergötland |       | 58.373913, 13.562527 | 10200000040001 | Ladda upp en bild av detta fornminne |
| Norra Ving 5:1                             | Hög                         |              | Norra Ving, Västergötland |       | 58.374391, 13.563153 | 10200000050001 | Ladda upp en bild av detta fornminne |
| Norra Ving 5:2                             | Stensättning                |              | Norra Ving, Västergötland |       | 58.374397, 13.563461 | 10200000050002 | Ladda upp en bild av detta fornminne |
| Norra Ving 6:1                             | Stensättning                |              | Norra Ving, Västergötland |       | 58.377206, 13.562920 | 10200000060001 | Ladda upp en bild av detta fornminne |
| Norra Ving 6:2                             | Hällristning                |              | Norra Ving, Västergötland |       | 58.377206, 13.562920 | 10200000060002 | Ladda upp en bild av detta fornminne |
| Norra Ving 6:3                             | Hällristning                |              | Norra Ving, Västergötland |       | 58.377206, 13.562920 | 10200000060003 | Ladda upp en bild av detta fornminne |
| Norra Ving 7:1                             | Stensättning                |              | Norra Ving, Västergötland |       | 58.377872, 13.563562 | 10200000070001 | Ladda upp en bild av detta fornminne |
| Gresa-,Marie-, Sophieberg (Norra Ving 8:1) | Stensättning                |              | Norra Ving, Västergötland |       | 58.378432, 13.567442 | 10200000080001 | Ladda upp en bild av detta fornminne |
| Gresa-,Marie-, Sophieberg (Norra Ving 8:2) | Stensättning                |              | Norra Ving, Västergötland |       | 58.378543, 13.567624 | 10200000080002 | Ladda upp en bild av detta fornminne |
| Gresa-,Marie-, Sophieberg (Norra Ving 8:3) | Stensättning                |              | Norra Ving, Västergötland |       | 58.378509, 13.567215 | 10200000080003 | Ladda upp en bild av detta fornminne |
| Norra Ving 11:1                            | Stensättning                |              | Norra Ving, Västergötland |       | 58.373905, 13.566800 | 10200000110001 | Ladda upp en bild av detta fornminne |
| Norra Ving 15:1                            | Hög                         |              | Norra Ving, Västergötland |       | 58.375986, 13.567201 | 10200000150001 | Ladda upp en bild av detta fornminne |
| Norra Ving 17:1                            | Stensättning                |              | Norra Ving, Västergötland |       | 58.375022, 13.561774 | 10200000170001 | Ladda upp en bild av detta fornminne |
| Norra Ving 17:2                            | Stensättning                |              | Norra Ving, Västergötland |       | 58.375026, 13.561500 | 10200000170002 | Ladda upp en bild av detta fornminne |
| Norra Ving 17:3                            | Stensättning                |              | Norra Ving, Västergötland |       | 58.375155, 13.561663 | 10200000170003 | Ladda upp en bild av detta fornminne |
| Norra Ving 17:4                            | Stensättning                |              | Norra Ving, Västergötland |       | 58.374878, 13.561202 | 10200000170004 | Ladda upp en bild av detta fornminne |
| Norra Ving 18:1                            | Stensättning                |              | Norra Ving, Västergötland |       | 58.378553, 13.569281 | 10200000180001 | Ladda upp en bild av detta fornminne |
| Norra Ving 18:2                            | Hög                         |              | Norra Ving, Västergötland |       | 58.378386, 13.570010 | 10200000180002 | Ladda upp en bild av detta fornminne |
| Norra Ving 19:1                            | Stensättning                |              | Norra Ving, Västergötland |       | 58.379238, 13.558900 | 10200000190001 | Ladda upp en bild av detta fornminne |
| Norra Ving 21:1                            | Stensättning                |              | Norra Ving, Västergötland |       | 58.380937, 13.569941 | 10200000210001 | Ladda upp en bild av detta fornminne |
| Norra Ving 24:1                            | Stensättning                |              | Norra Ving, Västergötland |       | 58.380123, 13.567921 | 10200000240001 | Ladda upp en bild av detta fornminne |
| Norra Ving 26:1                            | Stensättning                |              | Norra Ving, Västergötland |       | 58.386063, 13.564154 | 10200000260001 | Ladda upp en bild av detta fornminne |
| Norra Ving 28:1                            | Stensättning                |              | Norra Ving, Västergötland |       | 58.371297, 13.559202 | 10200000280001 | Ladda upp en bild av detta fornminne |
| Norra Ving 29:1                            | Stensättning                |              | Norra Ving, Västergötland |       | 58.370857, 13.560238 | 10200000290001 | Ladda upp en bild av detta fornminne |
| Norra Ving 29:2                            | Stensättning                |              | Norra Ving, Västergötland |       | 58.370660, 13.560250 | 10200000290002 | Ladda upp en bild av detta fornminne |
| Norra Ving 34:1                            | Hög                         |              | Norra Ving, Västergötland |       | 58.394833, 13.535624 | 10200000340001 | Ladda upp en bild av detta fornminne |
| Norra Ving 34:3                            | Stensättning                |              | Norra Ving, Västergötland |       | 58.394884, 13.534750 | 10200000340003 | Ladda upp en bild av detta fornminne |
| Norra Ving 38:1                            | Stensättning                |              | Norra Ving, Västergötland |       | 58.370815, 13.549405 | 10200000380001 | Ladda upp en bild av detta fornminne |
| Norra Ving 38:2                            | Stensättning                |              | Norra Ving, Västergötland |       | 58.370802, 13.549696 | 10200000380002 | Ladda upp en bild av detta fornminne |
| Norra Ving 39:1                            | Stensättning                |              | Norra Ving, Västergötland |       | 58.382842, 13.539551 | 10200000390001 | Ladda upp en bild av detta fornminne |
| Norra Ving 40:1                            | Stensättning                |              | Norra Ving, Västergötland |       | 58.381041, 13.537227 | 10200000400001 | Ladda upp en bild av detta fornminne |
| Norra Ving 40:2                            | Hög                         |              | Norra Ving, Västergötland |       | 58.380913, 13.537134 | 10200000400002 | Ladda upp en bild av detta fornminne |
| Norra Ving 41:1                            | Stensättning                |              | Norra Ving, Västergötland |       | 58.388922, 13.534383 | 10200000410001 | Ladda upp en bild av detta fornminne |
| Norra Ving 51:1                            | Hällristning                |              | Norra Ving, Västergötland |       | 58.377188, 13.567673 | 10200000510001 | Ladda upp en bild av detta fornminne |
| Norra Ving 53:1                            | Stensättning                |              | Norra Ving, Västergötland |       | 58.371207, 13.550799 | 10200000530001 | Ladda upp en bild av detta fornminne |
| Norra Ving 55:1                            | Hög                         |              | Norra Ving, Västergötland |       | 58.371092, 13.563471 | 10200000550001 | Ladda upp en bild av detta fornminne |
| Norra Ving 55:2                            | Hög                         |              | Norra Ving, Västergötland |       | 58.371283, 13.562675 | 10200000550002 | Ladda upp en bild av detta fornminne |
| Norra Ving 56:1                            | Stensättning                |              | Norra Ving, Västergötland |       | 58.373484, 13.566331 | 10200000560001 | Ladda upp en bild av detta fornminne |
| Norra Ving 57:1                            | Stensättning                |              | Norra Ving, Västergötland |       | 58.376986, 13.569515 | 10200000570001 | Ladda upp en bild av detta fornminne |
| Norra Ving 71:1                            | Stensättning                |              | Norra Ving, Västergötland |       | 58.392374, 13.563505 | 10200000710001 | Ladda upp en bild av detta fornminne |
| Norra Ving 71:2                            | Grav markerad av sten/block |              | Norra Ving, Västergötland |       | 58.392309, 13.562980 | 10200000710002 | Ladda upp en bild av detta fornminne |
| Norra Ving 75:1                            | Hällristning                |              | Norra Ving, Västergötland |       | 58.385285, 13.548497 | 10200000750001 | Ladda upp en bild av detta fornminne |

## Skallmeja
| Namn           | Lämningstyp    | Tillkomsttid | Historisk indelning      | Plats | Läge                 | ID-nr          | Bild                                 |
| -------------- | -------------- | ------------ | ------------------------ | ----- | -------------------- | -------------- | ------------------------------------ |
| Skallmeja 2:1  | Stenkrets      |              | Skallmeja, Västergötland |       | 58.361025, 13.213376 | 10202100020001 | Ladda upp en bild av detta fornminne |
| Skallmeja 5:1  | Stenkammargrav |              | Skallmeja, Västergötland |       | 58.392333, 13.185868 | 10202100050001 | Ladda upp en bild av detta fornminne |
| Skallmeja 9:1  | Hög            |              | Skallmeja, Västergötland |       | 58.363745, 13.221688 | 10202100090001 | Ladda upp en bild av detta fornminne |
| Skallmeja 15:1 | Stenkrets      |              | Skallmeja, Västergötland |       | 58.375360, 13.227098 | 10202100150001 | Ladda upp en bild av detta fornminne |
| Skallmeja 36:1 | Stenkrets      |              | Skallmeja, Västergötland |       | 58.374882, 13.223508 | 10202100360001 | Ladda upp en bild av detta fornminne |
| Skallmeja 48:1 | Stenkrets      |              | Skallmeja, Västergötland |       | 58.373105, 13.238450 | 10202100480001 | Ladda upp en bild av detta fornminne |

## Skara
| Namn                            | Lämningstyp                 | Tillkomsttid | Historisk indelning  | Plats | Läge                 | ID-nr          | Bild                                      |
| ------------------------------- | --------------------------- | ------------ | -------------------- | ----- | -------------------- | -------------- | ----------------------------------------- |
| Skara 3:1                       | Stensättning                |              | Skara, Västergötland |       | 58.403446, 13.472771 | 10202300030001 | Ladda upp en bild av detta fornminne      |
| Skara 6:1                       | Gravfält                    |              | Skara, Västergötland |       | 58.404290, 13.476847 | 10202300060001 | Ladda upp en bild av detta fornminne      |
| Järnsyssla gravfält (Skara 8:1) | Stensättning                |              | Skara, Västergötland |       | 58.409085, 13.479271 | 10202300080001 | Ladda upp en bild av detta fornminne      |
| Järnsyssla gravfält (Skara 8:2) | Stensättning                |              | Skara, Västergötland |       | 58.408941, 13.479013 | 10202300080002 | Ladda upp en bild av detta fornminne      |
| Järnsyssla gravfält (Skara 8:3) | Stensättning                |              | Skara, Västergötland |       | 58.408961, 13.478597 | 10202300080003 | Ladda upp en bild av detta fornminne      |
| Järnsyssla gravfält (Skara 8:4) | Stensättning                |              | Skara, Västergötland |       | 58.408557, 13.479558 | 10202300080004 | Ladda upp en bild av detta fornminne      |
| Skara 9:1                       | Grav markerad av sten/block |              | Skara, Västergötland |       | 58.400438, 13.479119 | 10202300090001 | Ladda upp en bild av detta fornminne      |
| Skara 10:1                      | Gravfält                    |              | Skara, Västergötland |       | 58.399715, 13.488091 | 10202300100001 | Ladda upp en bild av detta fornminne      |
| Skara 13:1                      | Stensättning                |              | Skara, Västergötland |       | 58.406533, 13.487221 | 10202300130001 | Ladda upp en bild av detta fornminne      |
| Skara 13:2                      | Stensättning                |              | Skara, Västergötland |       | 58.406491, 13.487422 | 10202300130002 | Ladda upp en bild av detta fornminne      |
| Skara 17:1                      | Stensättning                |              | Skara, Västergötland |       | 58.403226, 13.487642 | 10202300170001 | Ladda upp en bild av detta fornminne      |
| Skara 22:1                      | Stensättning                |              | Skara, Västergötland |       | 58.401272, 13.464408 | 10202300220001 | Ladda upp en bild av detta fornminne      |
| Skara 23:1                      | Hög                         |              | Skara, Västergötland |       | 58.383115, 13.491328 | 10202300230001 | Ladda upp en till bild av detta fornminne |
| Skara 25:1                      | Gravfält                    |              | Skara, Västergötland |       | 58.380560, 13.492433 | 10202300250001 | Ladda upp en till bild av detta fornminne |
| Skara 26:1                      | Hög                         |              | Skara, Västergötland |       | 58.381097, 13.495543 | 10202300260001 | Ladda upp en bild av detta fornminne      |
| Skara 30:1                      | Hällristning                |              | Skara, Västergötland |       | 58.375593, 13.496289 | 10202300300001 | Ladda upp en till bild av detta fornminne |
| Skara 31:1                      | Stensättning                |              | Skara, Västergötland |       | 58.372744, 13.479142 | 10202300310001 | Ladda upp en bild av detta fornminne      |
| "Tempelbacken" (Skara 33:1)     | Gravfält                    |              | Skara, Västergötland |       | 58.381548, 13.473979 | 10202300330001 | Ladda upp en till bild av detta fornminne |
| Skara 34:1                      | Stensättning                |              | Skara, Västergötland |       | 58.379350, 13.472177 | 10202300340001 | Ladda upp en till bild av detta fornminne |
| Skara 35:1                      | Stensättning                |              | Skara, Västergötland |       | 58.376042, 13.461073 | 10202300350001 | Ladda upp en bild av detta fornminne      |
| Skara 35:2                      | Stensättning                |              | Skara, Västergötland |       | 58.375932, 13.461163 | 10202300350002 | Ladda upp en bild av detta fornminne      |
| Skara 36:1                      | Stensättning                |              | Skara, Västergötland |       | 58.374038, 13.464088 | 10202300360001 | Ladda upp en bild av detta fornminne      |
| Skara 37:1                      | Hög                         |              | Skara, Västergötland |       | 58.374179, 13.466562 | 10202300370001 | Ladda upp en bild av detta fornminne      |
| Skara 37:2                      | Stensättning                |              | Skara, Västergötland |       | 58.374057, 13.466417 | 10202300370002 | Ladda upp en bild av detta fornminne      |
| Götala Kyrka (Skara 38:1)       | Stensättning                |              | Skara, Västergötland |       | 58.374444, 13.472571 | 10202300380001 | Ladda upp en bild av detta fornminne      |
| Götala Kyrka (Skara 38:2)       | Stensättning                |              | Skara, Västergötland |       | 58.374350, 13.472780 | 10202300380002 | Ladda upp en bild av detta fornminne      |
| Sit Nicolai ruin (Skara 41:1)   | Kyrka/kapell                |              | Skara, Västergötland |       | 58.386702, 13.437171 | 10202300410001 | Ladda upp en bild av detta fornminne      |
| Gälakvist (Skara 47:1)          | Borg                        |              | Skara, Västergötland |       | 58.382356, 13.441594 | 10202300470001 | Ladda upp en bild av detta fornminne      |
| Skara 48:1                      | Hög                         |              | Skara, Västergötland |       | 58.383319, 13.493714 | 10202300480001 | Ladda upp en till bild av detta fornminne |
| Skara 49:1                      | Gravfält                    |              | Skara, Västergötland |       | 58.381485, 13.492140 | 10202300490001 | Ladda upp en till bild av detta fornminne |
| Skara 50:1                      | Stensättning                |              | Skara, Västergötland |       | 58.380599, 13.496543 | 10202300500001 | Ladda upp en bild av detta fornminne      |
| Skara 52:1                      | Stenkrets                   |              | Skara, Västergötland |       | 58.374566, 13.463020 | 10202300520001 | Ladda upp en bild av detta fornminne      |
| Skara 58:1                      | Gravfält                    |              | Skara, Västergötland |       | 58.373938, 13.476089 | 10202300580001 | Ladda upp en bild av detta fornminne      |
| Skara 62:1                      | Stenkrets                   |              | Skara, Västergötland |       | 58.379019, 13.468978 | 10202300620001 | Ladda upp en till bild av detta fornminne |
| Skara 62:2                      | Stensättning                |              | Skara, Västergötland |       | 58.379019, 13.468978 | 10202300620002 | Ladda upp en till bild av detta fornminne |
| Skara 62:3                      | Grav markerad av sten/block |              | Skara, Västergötland |       | 58.378828, 13.468640 | 10202300620003 | Ladda upp en till bild av detta fornminne |
| Skara 64:1                      | Gravfält                    |              | Skara, Västergötland |       | 58.376454, 13.454663 | 10202300640001 | Ladda upp en bild av detta fornminne      |
| Skara 65:1                      | Stensättning                |              | Skara, Västergötland |       | 58.375557, 13.450888 | 10202300650001 | Ladda upp en bild av detta fornminne      |
| Skara 69:1                      | Stensättning                |              | Skara, Västergötland |       | 58.410600, 13.479703 | 10202300690001 | Ladda upp en till bild av detta fornminne |
| Skara 74:1                      | Stensättning                |              | Skara, Västergötland |       | 58.378038, 13.454727 | 10202300740001 | Ladda upp en bild av detta fornminne      |
| Skara 75:1                      | Stensättning                |              | Skara, Västergötland |       | 58.379549, 13.466653 | 10202300750001 | Ladda upp en bild av detta fornminne      |
| Skara 86:1                      | Hällristning                |              | Skara, Västergötland |       | 58.397518, 13.465284 | 10202300860001 | Ladda upp en bild av detta fornminne      |
| Skara 92:1                      | Stensättning                |              | Skara, Västergötland |       | 58.383143, 13.492547 | 10202300920001 | Ladda upp en till bild av detta fornminne |
| Skara 94:1                      | Hög                         |              | Skara, Västergötland |       | 58.225791, 13.293608 | 10202300940001 | Ladda upp en till bild av detta fornminne |

## Skärv
| Namn                      | Lämningstyp    | Tillkomsttid | Historisk indelning  | Plats | Läge                 | ID-nr          | Bild                                      |
| ------------------------- | -------------- | ------------ | -------------------- | ----- | -------------------- | -------------- | ----------------------------------------- |
| Skärv 3:1                 | Stensättning   |              | Skärv, Västergötland |       | 58.406691, 13.539816 | 10202800030001 | Ladda upp en bild av detta fornminne      |
| Skärv 4:1                 | Stensättning   |              | Skärv, Västergötland |       | 58.407550, 13.538398 | 10202800040001 | Ladda upp en bild av detta fornminne      |
| Skärv 4:2                 | Stensättning   |              | Skärv, Västergötland |       | 58.407631, 13.537964 | 10202800040002 | Ladda upp en bild av detta fornminne      |
| Skärv 5:1                 | Stensättning   |              | Skärv, Västergötland |       | 58.405246, 13.541158 | 10202800050001 | Ladda upp en bild av detta fornminne      |
| Odensgraven (Skärv 8:1)   | Fästning/skans |              | Skärv, Västergötland |       | 58.390378, 13.577957 | 10202800080001 | Ladda upp en bild av detta fornminne      |
| Skärv 10:1                | Röse           |              | Skärv, Västergötland |       | 58.413816, 13.556078 | 10202800100001 | Ladda upp en bild av detta fornminne      |
| Skärv 15:1                | Röse           |              | Skärv, Västergötland |       | 58.411838, 13.558128 | 10202800150001 | Ladda upp en bild av detta fornminne      |
| Skärv 18:1                | Stensättning   |              | Skärv, Västergötland |       | 58.398290, 13.571457 | 10202800180001 | Ladda upp en bild av detta fornminne      |
| Skärv 18:3                | Hällristning   |              | Skärv, Västergötland |       | 58.398290, 13.571457 | 10202800180003 | Ladda upp en bild av detta fornminne      |
| Skärv 19:1                | Stensättning   |              | Skärv, Västergötland |       | 58.398711, 13.572263 | 10202800190001 | Ladda upp en bild av detta fornminne      |
| Skärv 21:1                | Stensättning   |              | Skärv, Västergötland |       | 58.407917, 13.557981 | 10202800210001 | Ladda upp en bild av detta fornminne      |
| Skärv 23:1                | Stensättning   |              | Skärv, Västergötland |       | 58.411003, 13.559475 | 10202800230001 | Ladda upp en bild av detta fornminne      |
| Skärv 23:2                | Stensättning   |              | Skärv, Västergötland |       | 58.411221, 13.559133 | 10202800230002 | Ladda upp en bild av detta fornminne      |
| Skärv 24:1                | Stensättning   |              | Skärv, Västergötland |       | 58.412544, 13.556950 | 10202800240001 | Ladda upp en bild av detta fornminne      |
| Skärv 24:3                | Stensättning   |              | Skärv, Västergötland |       | 58.413139, 13.557571 | 10202800240003 | Ladda upp en bild av detta fornminne      |
| Skärv 27:1                | Stensättning   |              | Skärv, Västergötland |       | 58.390976, 13.570949 | 10202800270001 | Ladda upp en bild av detta fornminne      |
| Skärv 28:1                | Stensättning   |              | Skärv, Västergötland |       | 58.399836, 13.576096 | 10202800280001 | Ladda upp en bild av detta fornminne      |
| Skärv 28:2                | Stensättning   |              | Skärv, Västergötland |       | 58.399784, 13.575700 | 10202800280002 | Ladda upp en bild av detta fornminne      |
| Skärv 28:3                | Stenkammargrav |              | Skärv, Västergötland |       | 58.399945, 13.576718 | 10202800280003 | Ladda upp en bild av detta fornminne      |
| Skärv 28:4                | Hällristning   |              | Skärv, Västergötland |       | 58.399957, 13.576743 | 10202800280004 | Ladda upp en bild av detta fornminne      |
| Skärv 29:1                | Gravfält       |              | Skärv, Västergötland |       | 58.401698, 13.579133 | 10202800290001 | Ladda upp en bild av detta fornminne      |
| Skärv 32:1                | Stensättning   |              | Skärv, Västergötland |       | 58.405041, 13.582221 | 10202800320001 | Ladda upp en bild av detta fornminne      |
| Skärv 33:1                | Hög            |              | Skärv, Västergötland |       | 58.406381, 13.581805 | 10202800330001 | Ladda upp en bild av detta fornminne      |
| Skärv 33:2                | Hög            |              | Skärv, Västergötland |       | 58.406500, 13.580898 | 10202800330002 | Ladda upp en bild av detta fornminne      |
| Skärv 37:1                | Stensättning   |              | Skärv, Västergötland |       | 58.401386, 13.585742 | 10202800370001 | Ladda upp en bild av detta fornminne      |
| Skärv 39:1                | Stensättning   |              | Skärv, Västergötland |       | 58.402626, 13.588103 | 10202800390001 | Ladda upp en bild av detta fornminne      |
| Dalen (Skärv 40:1)        | Stenkrets      |              | Skärv, Västergötland |       | 58.403937, 13.591589 | 10202800400001 | Ladda upp en bild av detta fornminne      |
| Dalen (Skärv 40:2)        | Stensättning   |              | Skärv, Västergötland |       | 58.403799, 13.591357 | 10202800400002 | Ladda upp en bild av detta fornminne      |
| Dalen (Skärv 40:3)        | Stenkammargrav |              | Skärv, Västergötland |       | 58.403567, 13.591456 | 10202800400003 | Ladda upp en bild av detta fornminne      |
| Skärv 41:1                | Röse           |              | Skärv, Västergötland |       | 58.406178, 13.592441 | 10202800410001 | Ladda upp en bild av detta fornminne      |
| Skärv 42:1                | Stenkrets      |              | Skärv, Västergötland |       | 58.405733, 13.593304 | 10202800420001 | Ladda upp en bild av detta fornminne      |
| Skärv 42:2                | Stenkrets      |              | Skärv, Västergötland |       | 58.405988, 13.593513 | 10202800420002 | Ladda upp en bild av detta fornminne      |
| Skärv 43:1                | Röse           |              | Skärv, Västergötland |       | 58.404977, 13.593999 | 10202800430001 | Ladda upp en bild av detta fornminne      |
| Skärv 44:1                | Stensättning   |              | Skärv, Västergötland |       | 58.406641, 13.595119 | 10202800440001 | Ladda upp en bild av detta fornminne      |
| Skärv 45:1                | Stensättning   |              | Skärv, Västergötland |       | 58.404988, 13.595073 | 10202800450001 | Ladda upp en bild av detta fornminne      |
| Skärv 51:1                | Stensättning   |              | Skärv, Västergötland |       | 58.408251, 13.601106 | 10202800510001 | Ladda upp en bild av detta fornminne      |
| Skärv 52:1                | Hög            |              | Skärv, Västergötland |       | 58.407696, 13.599459 | 10202800520001 | Ladda upp en bild av detta fornminne      |
| Skärv 53:1                | Hög            |              | Skärv, Västergötland |       | 58.407046, 13.596911 | 10202800530001 | Ladda upp en bild av detta fornminne      |
| Skärv 53:2                | Stensättning   |              | Skärv, Västergötland |       | 58.407060, 13.597218 | 10202800530002 | Ladda upp en bild av detta fornminne      |
| Skärv 53:3                | Stensättning   |              | Skärv, Västergötland |       | 58.407151, 13.597881 | 10202800530003 | Ladda upp en bild av detta fornminne      |
| Skärv 55:1                | Stensättning   |              | Skärv, Västergötland |       | 58.406668, 13.602133 | 10202800550001 | Ladda upp en bild av detta fornminne      |
| Skärv 57:1                | Stensättning   |              | Skärv, Västergötland |       | 58.409738, 13.599672 | 10202800570001 | Ladda upp en bild av detta fornminne      |
| Skärv 58:1                | Stensättning   |              | Skärv, Västergötland |       | 58.409326, 13.598018 | 10202800580001 | Ladda upp en bild av detta fornminne      |
| Skärv 63:1                | Gravfält       |              | Skärv, Västergötland |       | 58.410035, 13.607196 | 10202800630001 | Ladda upp en bild av detta fornminne      |
| Skärv 64:1                | Stensättning   |              | Skärv, Västergötland |       | 58.400623, 13.592131 | 10202800640001 | Ladda upp en bild av detta fornminne      |
| Skärv 66:1                | Hög            |              | Skärv, Västergötland |       | 58.400756, 13.594946 | 10202800660001 | Ladda upp en bild av detta fornminne      |
| Trågenborg (Skärv 74:1)   | Borg           |              | Skärv, Västergötland |       | 58.393690, 13.598210 | 10202800740001 | Ladda upp en bild av detta fornminne      |
| Skärv 75:1                | Stensättning   |              | Skärv, Västergötland |       | 58.394877, 13.595713 | 10202800750001 | Ladda upp en bild av detta fornminne      |
| Skärv 76:1                | Stensättning   |              | Skärv, Västergötland |       | 58.394153, 13.594812 | 10202800760001 | Ladda upp en bild av detta fornminne      |
| Skärv 76:3                | Hög            |              | Skärv, Västergötland |       | 58.393886, 13.594929 | 10202800760003 | Ladda upp en bild av detta fornminne      |
| Djurbackarna (Skärv 77:1) | Borg           |              | Skärv, Västergötland |       | 58.390350, 13.604775 | 10202800770001 | Ladda upp en till bild av detta fornminne |
| Axevalla hus (Skärv 78:1) | Borg           |              | Skärv, Västergötland |       | 58.393105, 13.602342 | 10202800780001 | Ladda upp en till bild av detta fornminne |
| Skärv 79:1                | Stenkammargrav |              | Skärv, Västergötland |       | 58.389046, 13.596135 | 10202800790001 | Ladda upp en bild av detta fornminne      |
| Skärv 82:1                | Stenkammargrav |              | Skärv, Västergötland |       | 58.394784, 13.582154 | 10202800820001 | Ladda upp en bild av detta fornminne      |
| Skärv 83:1                | Stenkammargrav |              | Skärv, Västergötland |       | 58.393990, 13.584727 | 10202800830001 | Ladda upp en bild av detta fornminne      |
| Skärv 84:1                | Stenkammargrav |              | Skärv, Västergötland |       | 58.393602, 13.587624 | 10202800840001 | Ladda upp en bild av detta fornminne      |
| Skärv 85:1                | Stenkammargrav |              | Skärv, Västergötland |       | 58.391184, 13.586311 | 10202800850001 | Ladda upp en bild av detta fornminne      |
| Skärv 88:2                | Hällristning   |              | Skärv, Västergötland |       | 58.398077, 13.567265 | 10202800880002 | Ladda upp en bild av detta fornminne      |
| Skärv 93:1                | Stensättning   |              | Skärv, Västergötland |       | 58.407129, 13.595863 | 10202800930001 | Ladda upp en bild av detta fornminne      |
| Skärv 94:1                | Stensättning   |              | Skärv, Västergötland |       | 58.406951, 13.592519 | 10202800940001 | Ladda upp en bild av detta fornminne      |
| Skärv 101:1               | Stensättning   |              | Skärv, Västergötland |       | 58.410529, 13.559973 | 10202801010001 | Ladda upp en bild av detta fornminne      |
| Skärv 107:1               | Hög            |              | Skärv, Västergötland |       | 58.406190, 13.582808 | 10202801070001 | Ladda upp en bild av detta fornminne      |
| Skärv 108:1               | Stensättning   |              | Skärv, Västergötland |       | 58.404324, 13.581782 | 10202801080001 | Ladda upp en bild av detta fornminne      |
| Skärv 109:1               | Stensättning   |              | Skärv, Västergötland |       | 58.402514, 13.587254 | 10202801090001 | Ladda upp en bild av detta fornminne      |
| Skärv 112:1               | Gravfält       |              | Skärv, Västergötland |       | 58.396870, 13.573824 | 10202801120001 | Ladda upp en bild av detta fornminne      |
| Skärv 113:1               | Stensättning   |              | Skärv, Västergötland |       | 58.396350, 13.570166 | 10202801130001 | Ladda upp en bild av detta fornminne      |
| Skärv 114:1               | Stensättning   |              | Skärv, Västergötland |       | 58.396783, 13.570715 | 10202801140001 | Ladda upp en bild av detta fornminne      |
| Skärv 114:2               | Stensättning   |              | Skärv, Västergötland |       | 58.396998, 13.570237 | 10202801140002 | Ladda upp en bild av detta fornminne      |
| Skärv 115:1               | Stensättning   |              | Skärv, Västergötland |       | 58.406012, 13.579915 | 10202801150001 | Ladda upp en bild av detta fornminne      |
| Skärv 116:1               | Stensättning   |              | Skärv, Västergötland |       | 58.403818, 13.581376 | 10202801160001 | Ladda upp en bild av detta fornminne      |
| Skärv 117:1               | Hällristning   |              | Skärv, Västergötland |       | 58.408070, 13.583577 | 10202801170001 | Ladda upp en bild av detta fornminne      |
| Skärv 119:1               | Hög            |              | Skärv, Västergötland |       | 58.399455, 13.596181 | 10202801190001 | Ladda upp en bild av detta fornminne      |
| Skärv 120:1               | Hög            |              | Skärv, Västergötland |       | 58.396859, 13.596733 | 10202801200001 | Ladda upp en bild av detta fornminne      |
| Skärv 121:1               | Stensättning   |              | Skärv, Västergötland |       | 58.398252, 13.600230 | 10202801210001 | Ladda upp en bild av detta fornminne      |
| Skärv 122:1               | Stensättning   |              | Skärv, Västergötland |       | 58.399798, 13.600370 | 10202801220001 | Ladda upp en bild av detta fornminne      |
| Skärv 123:1               | Stensättning   |              | Skärv, Västergötland |       | 58.390240, 13.596070 | 10202801230001 | Ladda upp en bild av detta fornminne      |
| Skärv 140                 | Hällristning   |              | Skärv, Västergötland |       | 58.397727, 13.566355 | 12000000058270 | Ladda upp en bild av detta fornminne      |
| AXEVALLA HUS (Skärv 142)  | Spärranordning |              | Skärv, Västergötland |       | 58.393328, 13.604436 | 18000000070586 | Ladda upp en bild av detta fornminne      |

## Skånings-Åsaka
| Namn                                   | Lämningstyp                      | Tillkomsttid | Historisk indelning           | Plats | Läge                 | ID-nr          | Bild                                      |
| -------------------------------------- | -------------------------------- | ------------ | ----------------------------- | ----- | -------------------- | -------------- | ----------------------------------------- |
| Skånings-Åsaka 1:1                     | Hög                              |              | Skånings-Åsaka, Västergötland |       | 58.439173, 13.504808 | 10202600010001 | Ladda upp en bild av detta fornminne      |
| Skånings-Åsaka 1:2                     | Stensättning                     |              | Skånings-Åsaka, Västergötland |       | 58.439022, 13.504390 | 10202600010002 | Ladda upp en bild av detta fornminne      |
| Skånings-Åsaka 2:1                     | Hällristning                     |              | Skånings-Åsaka, Västergötland |       | 58.436483, 13.506454 | 10202600020001 | Ladda upp en bild av detta fornminne      |
| Skånings-Åsaka 4:1                     | Stensättning                     |              | Skånings-Åsaka, Västergötland |       | 58.437245, 13.504384 | 10202600040001 | Ladda upp en bild av detta fornminne      |
| Skånings-Åsaka 4:2                     | Stensättning                     |              | Skånings-Åsaka, Västergötland |       | 58.437393, 13.504666 | 10202600040002 | Ladda upp en bild av detta fornminne      |
| Skånings-Åsaka 5:1                     | Begravningsplats                 |              | Skånings-Åsaka, Västergötland |       | 58.432414, 13.512958 | 10202600050001 | Ladda upp en bild av detta fornminne      |
| Viglunda lund (Skånings-Åsaka 10:1)    | Stenkrets                        |              | Skånings-Åsaka, Västergötland |       | 58.422488, 13.496961 | 10202600100001 | Ladda upp en bild av detta fornminne      |
| Skånings-Åsaka 11:1                    | Stensättning                     |              | Skånings-Åsaka, Västergötland |       | 58.441770, 13.521527 | 10202600110001 | Ladda upp en bild av detta fornminne      |
| Skånings-Åsaka 11:2                    | Stensättning                     |              | Skånings-Åsaka, Västergötland |       | 58.441750, 13.520381 | 10202600110002 | Ladda upp en bild av detta fornminne      |
| Skånings-Åsaka 12:1                    | Stensättning                     |              | Skånings-Åsaka, Västergötland |       | 58.438296, 13.482193 | 10202600120001 | Ladda upp en bild av detta fornminne      |
| Skånings-Åsaka 12:2                    | Stensättning                     |              | Skånings-Åsaka, Västergötland |       | 58.438310, 13.482019 | 10202600120002 | Ladda upp en bild av detta fornminne      |
| Skånings-Åsaka 19:1                    | Hög                              |              | Skånings-Åsaka, Västergötland |       | 58.415987, 13.470200 | 10202600190001 | Ladda upp en bild av detta fornminne      |
| Skånings-Åsaka 20:1                    | Hög                              |              | Skånings-Åsaka, Västergötland |       | 58.435400, 13.519742 | 10202600200001 | Ladda upp en bild av detta fornminne      |
| Skånings-Åsaka 20:2                    | Stensättning                     |              | Skånings-Åsaka, Västergötland |       | 58.435538, 13.519922 | 10202600200002 | Ladda upp en bild av detta fornminne      |
| Skånings-Åsaka 21:1                    | Gravfält                         |              | Skånings-Åsaka, Västergötland |       | 58.437401, 13.522424 | 10202600210001 | Ladda upp en bild av detta fornminne      |
| Skånings-Åsaka 22:1                    | Stensättning                     |              | Skånings-Åsaka, Västergötland |       | 58.436200, 13.508732 | 10202600220001 | Ladda upp en bild av detta fornminne      |
| Skånings-Åsaka 22:3                    | Stensättning                     |              | Skånings-Åsaka, Västergötland |       | 58.436224, 13.508577 | 10202600220003 | Ladda upp en bild av detta fornminne      |
| Skånings-Åsaka 24:1                    | Gravfält                         |              | Skånings-Åsaka, Västergötland |       | 58.440146, 13.492482 | 10202600240001 | Ladda upp en bild av detta fornminne      |
| Skånings-Åsaka 25:1                    | Stensättning                     |              | Skånings-Åsaka, Västergötland |       | 58.440431, 13.490308 | 10202600250001 | Ladda upp en bild av detta fornminne      |
| Skånings-Åsaka 27:1                    | Grav markerad av sten/block      |              | Skånings-Åsaka, Västergötland |       | 58.405798, 13.520976 | 10202600270001 | Ladda upp en bild av detta fornminne      |
| Skånings-Åsaka 28:1                    | Stensättning                     |              | Skånings-Åsaka, Västergötland |       | 58.424112, 13.543452 | 10202600280001 | Ladda upp en bild av detta fornminne      |
| Skånings-Åsaka 30:1                    | Stensättning                     |              | Skånings-Åsaka, Västergötland |       | 58.403582, 13.527478 | 10202600300001 | Ladda upp en bild av detta fornminne      |
| Skånings-Åsaka 30:3                    | Stensättning                     |              | Skånings-Åsaka, Västergötland |       | 58.403846, 13.528090 | 10202600300003 | Ladda upp en bild av detta fornminne      |
| Skånings-Åsaka 31:1                    | Stensättning                     |              | Skånings-Åsaka, Västergötland |       | 58.404327, 13.528379 | 10202600310001 | Ladda upp en bild av detta fornminne      |
| Skånings-Åsaka 31:2                    | Stensättning                     |              | Skånings-Åsaka, Västergötland |       | 58.404371, 13.528574 | 10202600310002 | Ladda upp en bild av detta fornminne      |
| Skånings-Åsaka 31:3                    | Stensättning                     |              | Skånings-Åsaka, Västergötland |       | 58.404227, 13.528660 | 10202600310003 | Ladda upp en bild av detta fornminne      |
| Skånings-Åsaka 32:1                    | Hög                              |              | Skånings-Åsaka, Västergötland |       | 58.404184, 13.526627 | 10202600320001 | Ladda upp en bild av detta fornminne      |
| Skånings-Åsaka 32:2                    | Hög                              |              | Skånings-Åsaka, Västergötland |       | 58.404050, 13.526655 | 10202600320002 | Ladda upp en bild av detta fornminne      |
| Skånings-Åsaka 32:3                    | Stensättning                     |              | Skånings-Åsaka, Västergötland |       | 58.403933, 13.526681 | 10202600320003 | Ladda upp en bild av detta fornminne      |
| Skånings-Åsaka 33:1                    | Stensättning                     |              | Skånings-Åsaka, Västergötland |       | 58.406628, 13.508078 | 10202600330001 | Ladda upp en bild av detta fornminne      |
| Skånings-Åsaka 34:1                    | Stensättning                     |              | Skånings-Åsaka, Västergötland |       | 58.405394, 13.505296 | 10202600340001 | Ladda upp en bild av detta fornminne      |
| Brunnsbo Storäng (Skånings-Åsaka 35:1) | Hög                              |              | Skånings-Åsaka, Västergötland |       | 58.404474, 13.498971 | 10202600350001 | Ladda upp en till bild av detta fornminne |
| Brunnsbo Storäng (Skånings-Åsaka 35:3) | Husgrund, historisk tid          |              | Skånings-Åsaka, Västergötland |       | 58.404396, 13.498686 | 10202600350003 | Ladda upp en bild av detta fornminne      |
| Brunnsbo Storäng (Skånings-Åsaka 35:4) | Stensättning                     |              | Skånings-Åsaka, Västergötland |       | 58.404343, 13.498297 | 10202600350004 | Ladda upp en bild av detta fornminne      |
| Skånings-Åsaka 36:1                    | Gravfält                         |              | Skånings-Åsaka, Västergötland |       | 58.400923, 13.496087 | 10202600360001 | Ladda upp en till bild av detta fornminne |
| Skånings-Åsaka 39:1                    | Gravfält                         |              | Skånings-Åsaka, Västergötland |       | 58.402208, 13.497822 | 10202600390001 | Ladda upp en bild av detta fornminne      |
| Skånings-Åsaka 40:1                    | Husgrund, historisk tid          |              | Skånings-Åsaka, Västergötland |       | 58.402343, 13.493980 | 10202600400001 | Ladda upp en bild av detta fornminne      |
| Skånings-Åsaka 40:2                    | Husgrund, historisk tid          |              | Skånings-Åsaka, Västergötland |       | 58.402645, 13.493901 | 10202600400002 | Ladda upp en bild av detta fornminne      |
| Skånings-Åsaka 40:3                    | Husgrund, historisk tid          |              | Skånings-Åsaka, Västergötland |       | 58.402402, 13.493713 | 10202600400003 | Ladda upp en bild av detta fornminne      |
| Skånings-Åsaka 40:4                    | Husgrund, historisk tid          |              | Skånings-Åsaka, Västergötland |       | 58.402393, 13.494307 | 10202600400004 | Ladda upp en bild av detta fornminne      |
| Skånings-Åsaka 42:1                    | Hög                              |              | Skånings-Åsaka, Västergötland |       | 58.405389, 13.493708 | 10202600420001 | Ladda upp en bild av detta fornminne      |
| Skånings-Åsaka 43:1                    | Hög                              |              | Skånings-Åsaka, Västergötland |       | 58.399723, 13.494041 | 10202600430001 | Ladda upp en bild av detta fornminne      |
| Skånings-Åsaka 44:1                    | Stensättning                     |              | Skånings-Åsaka, Västergötland |       | 58.399534, 13.490511 | 10202600440001 | Ladda upp en bild av detta fornminne      |
| Skånings-Åsaka 44:2                    | Stensättning                     |              | Skånings-Åsaka, Västergötland |       | 58.399551, 13.491033 | 10202600440002 | Ladda upp en bild av detta fornminne      |
| Skånings-Åsaka 46:1                    | Stenkrets                        |              | Skånings-Åsaka, Västergötland |       | 58.404352, 13.530344 | 10202600460001 | Ladda upp en bild av detta fornminne      |
| Skånings-Åsaka 48:1                    | Stensättning                     |              | Skånings-Åsaka, Västergötland |       | 58.400915, 13.509188 | 10202600480001 | Ladda upp en bild av detta fornminne      |
| Skånings-Åsaka 49:1                    | Gravfält                         |              | Skånings-Åsaka, Västergötland |       | 58.400632, 13.508034 | 10202600490001 | Ladda upp en bild av detta fornminne      |
| Skånings-Åsaka 50:1                    | Stenkrets                        |              | Skånings-Åsaka, Västergötland |       | 58.390418, 13.515951 | 10202600500001 | Ladda upp en bild av detta fornminne      |
| Skånings-Åsaka 55:1                    | Hög                              |              | Skånings-Åsaka, Västergötland |       | 58.403591, 13.491014 | 10202600550001 | Ladda upp en bild av detta fornminne      |
| Skånings-Åsaka 55:2                    | Hög                              |              | Skånings-Åsaka, Västergötland |       | 58.403249, 13.491340 | 10202600550002 | Ladda upp en bild av detta fornminne      |
| Skånings-Åsaka 58:1                    | Husgrund, förhistorisk/medeltida |              | Skånings-Åsaka, Västergötland |       | 58.400737, 13.491437 | 10202600580001 | Ladda upp en bild av detta fornminne      |
| Skånings-Åsaka 59:1                    | Hällristning                     |              | Skånings-Åsaka, Västergötland |       | 58.403922, 13.531250 | 10202600590001 | Ladda upp en bild av detta fornminne      |
| Skånings-Åsaka 63:1                    | Stensättning                     |              | Skånings-Åsaka, Västergötland |       | 58.436719, 13.501627 | 10202600630001 | Ladda upp en bild av detta fornminne      |
| Skånings-Åsaka 64:1                    | Stensättning                     |              | Skånings-Åsaka, Västergötland |       | 58.437445, 13.517112 | 10202600640001 | Ladda upp en bild av detta fornminne      |
| Skånings-Åsaka 64:2                    | Stensättning                     |              | Skånings-Åsaka, Västergötland |       | 58.437285, 13.516711 | 10202600640002 | Ladda upp en bild av detta fornminne      |
| Skånings-Åsaka 68:1                    | Stenkrets                        |              | Skånings-Åsaka, Västergötland |       | 58.433716, 13.519456 | 10202600680001 | Ladda upp en bild av detta fornminne      |
| Skånings-Åsaka 74:1                    | Hög                              |              | Skånings-Åsaka, Västergötland |       | 58.452383, 13.503958 | 10202600740001 | Ladda upp en bild av detta fornminne      |
| Skånings-Åsaka 74:2                    | Hög                              |              | Skånings-Åsaka, Västergötland |       | 58.452257, 13.504462 | 10202600740002 | Ladda upp en bild av detta fornminne      |
| Skånings-Åsaka 77:1                    | Hög                              |              | Skånings-Åsaka, Västergötland |       | 58.437296, 13.492214 | 10202600770001 | Ladda upp en bild av detta fornminne      |
| Skånings-Åsaka 77:2                    | Stensättning                     |              | Skånings-Åsaka, Västergötland |       | 58.437290, 13.491878 | 10202600770002 | Ladda upp en bild av detta fornminne      |
| Skånings-Åsaka 88:1                    | Hällristning                     |              | Skånings-Åsaka, Västergötland |       | 58.422460, 13.496595 | 10202600880001 | Ladda upp en bild av detta fornminne      |

## Stenum
| Namn                     | Lämningstyp                 | Tillkomsttid | Historisk indelning   | Plats | Läge                 | ID-nr          | Bild                                 |
| ------------------------ | --------------------------- | ------------ | --------------------- | ----- | -------------------- | -------------- | ------------------------------------ |
| Stenum 1:1               | Grav markerad av sten/block |              | Stenum, Västergötland |       | 58.341872, 13.475860 | 10203700010001 | Ladda upp en bild av detta fornminne |
| Hampakullen (Stenum 2:1) | Stensättning                |              | Stenum, Västergötland |       | 58.348811, 13.521520 | 10203700020001 | Ladda upp en bild av detta fornminne |
| Stenum 3:1               | Stenkrets                   |              | Stenum, Västergötland |       | 58.344141, 13.516845 | 10203700030001 | Ladda upp en bild av detta fornminne |
| Stenum 4:1               | Gravfält                    |              | Stenum, Västergötland |       | 58.345527, 13.518173 | 10203700040001 | Ladda upp en bild av detta fornminne |
| Stenum 5:1               | Stensättning                |              | Stenum, Västergötland |       | 58.356457, 13.530620 | 10203700050001 | Ladda upp en bild av detta fornminne |
| Stenum 6:1               | Stensättning                |              | Stenum, Västergötland |       | 58.356227, 13.527218 | 10203700060001 | Ladda upp en bild av detta fornminne |
| Stenum 7:1               | Hällristning                |              | Stenum, Västergötland |       | 58.355802, 13.530132 | 10203700070001 | Ladda upp en bild av detta fornminne |
| Stenum 9:1               | Stensättning                |              | Stenum, Västergötland |       | 58.361502, 13.520751 | 10203700090001 | Ladda upp en bild av detta fornminne |
| Stenum 10:1              | Hällristning                |              | Stenum, Västergötland |       | 58.364614, 13.523664 | 10203700100001 | Ladda upp en bild av detta fornminne |
| Stenum 11:1              | Röse                        |              | Stenum, Västergötland |       | 58.367433, 13.520264 | 10203700110001 | Ladda upp en bild av detta fornminne |
| Stenum 12:1              | Röse                        |              | Stenum, Västergötland |       | 58.368585, 13.518013 | 10203700120001 | Ladda upp en bild av detta fornminne |
| Stenum 12:2              | Hällristning                |              | Stenum, Västergötland |       | 58.368573, 13.518016 | 10203700120002 | Ladda upp en bild av detta fornminne |
| Stenum 14:1              | Stensättning                |              | Stenum, Västergötland |       | 58.368662, 13.521545 | 10203700140001 | Ladda upp en bild av detta fornminne |
| Stenum 15:1              | Stensättning                |              | Stenum, Västergötland |       | 58.369136, 13.522455 | 10203700150001 | Ladda upp en bild av detta fornminne |
| Stenum 16:1              | Stensättning                |              | Stenum, Västergötland |       | 58.370086, 13.519780 | 10203700160001 | Ladda upp en bild av detta fornminne |
| Stenum 17:1              | Hög                         |              | Stenum, Västergötland |       | 58.372717, 13.522399 | 10203700170001 | Ladda upp en bild av detta fornminne |
| Stenum 18:1              | Hög                         |              | Stenum, Västergötland |       | 58.373820, 13.523355 | 10203700180001 | Ladda upp en bild av detta fornminne |
| Stenum 19:1              | Hällristning                |              | Stenum, Västergötland |       | 58.373399, 13.521843 | 10203700190001 | Ladda upp en bild av detta fornminne |
| Stenum 20:1              | Stensättning                |              | Stenum, Västergötland |       | 58.375056, 13.521618 | 10203700200001 | Ladda upp en bild av detta fornminne |
| Stenum 20:2              | Stensättning                |              | Stenum, Västergötland |       | 58.375292, 13.521227 | 10203700200002 | Ladda upp en bild av detta fornminne |
| Stenum 23:1              | Stensättning                |              | Stenum, Västergötland |       | 58.359647, 13.496336 | 10203700230001 | Ladda upp en bild av detta fornminne |
| Stenum 24:1              | Röse                        |              | Stenum, Västergötland |       | 58.360461, 13.502131 | 10203700240001 | Ladda upp en bild av detta fornminne |
| Stenum 24:2              | Röse                        |              | Stenum, Västergötland |       | 58.360635, 13.503069 | 10203700240002 | Ladda upp en bild av detta fornminne |
| Stenum 25:1              | Stensättning                |              | Stenum, Västergötland |       | 58.362121, 13.497377 | 10203700250001 | Ladda upp en bild av detta fornminne |
| Stenum 25:2              | Grav markerad av sten/block |              | Stenum, Västergötland |       | 58.362119, 13.496554 | 10203700250002 | Ladda upp en bild av detta fornminne |
| Stenum 26:1              | Stensättning                |              | Stenum, Västergötland |       | 58.381006, 13.500996 | 10203700260001 | Ladda upp en bild av detta fornminne |
| Stenum 27:1              | Stensättning                |              | Stenum, Västergötland |       | 58.377491, 13.501285 | 10203700270001 | Ladda upp en bild av detta fornminne |
| Stenum 27:2              | Stensättning                |              | Stenum, Västergötland |       | 58.377551, 13.500916 | 10203700270002 | Ladda upp en bild av detta fornminne |
| Stenum 29:1              | Hög                         |              | Stenum, Västergötland |       | 58.384481, 13.496449 | 10203700290001 | Ladda upp en bild av detta fornminne |
| Stenum 29:2              | Grav markerad av sten/block |              | Stenum, Västergötland |       | 58.384303, 13.496558 | 10203700290002 | Ladda upp en bild av detta fornminne |
| Stenum 31:1              | Stenkammargrav              |              | Stenum, Västergötland |       | 58.388192, 13.525768 | 10203700310001 | Ladda upp en bild av detta fornminne |
| Stenum 32:1              | Grav markerad av sten/block |              | Stenum, Västergötland |       | 58.385948, 13.517851 | 10203700320001 | Ladda upp en bild av detta fornminne |
| Stenum 34:1              | Grav markerad av sten/block |              | Stenum, Västergötland |       | 58.382319, 13.517874 | 10203700340001 | Ladda upp en bild av detta fornminne |
| Stenum 34:2              | Grav markerad av sten/block |              | Stenum, Västergötland |       | 58.382205, 13.518327 | 10203700340002 | Ladda upp en bild av detta fornminne |
| Stenum 34:3              | Grav markerad av sten/block |              | Stenum, Västergötland |       | 58.382140, 13.518325 | 10203700340003 | Ladda upp en bild av detta fornminne |
| Stenum 34:4              | Grav markerad av sten/block |              | Stenum, Västergötland |       | 58.382172, 13.518459 | 10203700340004 | Ladda upp en bild av detta fornminne |
| Stenum 35:1              | Grav markerad av sten/block |              | Stenum, Västergötland |       | 58.381736, 13.518774 | 10203700350001 | Ladda upp en bild av detta fornminne |
| Stenum 35:2              | Grav markerad av sten/block |              | Stenum, Västergötland |       | 58.381760, 13.518601 | 10203700350002 | Ladda upp en bild av detta fornminne |
| Stenum 37:1              | Stenkammargrav              |              | Stenum, Västergötland |       | 58.381521, 13.524280 | 10203700370001 | Ladda upp en bild av detta fornminne |
| Stenum 50:1              | Stensättning                |              | Stenum, Västergötland |       | 58.360630, 13.500695 | 10203700500001 | Ladda upp en bild av detta fornminne |
| Stenum 53:1              | Stensättning                |              | Stenum, Västergötland |       | 58.383978, 13.496303 | 10203700530001 | Ladda upp en bild av detta fornminne |
| Stenum 54:1              | Grav markerad av sten/block |              | Stenum, Västergötland |       | 58.381774, 13.496917 | 10203700540001 | Ladda upp en bild av detta fornminne |
| Stenum 81:1              | Stensättning                |              | Stenum, Västergötland |       | 58.382719, 13.543938 | 10203700810001 | Ladda upp en bild av detta fornminne |

## Synnerby
| Namn                 | Lämningstyp    | Tillkomsttid | Historisk indelning     | Plats          | Läge                 | ID-nr          | Bild                                      |
| -------------------- | -------------- | ------------ | ----------------------- | -------------- | -------------------- | -------------- | ----------------------------------------- |
| Vg 73 (Synnerby 1:1) | Runristning    |              | Synnerby, Västergötland | Synnerby kyrka | 58.382658, 13.277274 | 10204300010001 | Ladda upp en till bild av detta fornminne |
| Synnerby 2:1         | Gravfält       |              | Synnerby, Västergötland |                | 58.373898, 13.242769 | 10204300020001 | Ladda upp en bild av detta fornminne      |
| Synnerby 4:1         | Stenkammargrav |              | Synnerby, Västergötland |                | 58.368803, 13.237199 | 10204300040001 | Ladda upp en bild av detta fornminne      |

## Varnhem
| Namn                                    | Lämningstyp                      | Tillkomsttid | Historisk indelning    | Plats | Läge                 | ID-nr          | Bild                                      |
| --------------------------------------- | -------------------------------- | ------------ | ---------------------- | ----- | -------------------- | -------------- | ----------------------------------------- |
| Varnhem 1:1                             | Stensättning                     |              | Varnhem, Västergötland |       | 58.399170, 13.660277 | 10208400010001 | Ladda upp en bild av detta fornminne      |
| Varnhem 1:2                             | Stensättning                     |              | Varnhem, Västergötland |       | 58.399050, 13.660061 | 10208400010002 | Ladda upp en bild av detta fornminne      |
| Varnhem 2:1                             | Stensättning                     |              | Varnhem, Västergötland |       | 58.398940, 13.658151 | 10208400020001 | Ladda upp en bild av detta fornminne      |
| Varnhem 6:1                             | Stensättning                     |              | Varnhem, Västergötland |       | 58.398836, 13.654770 | 10208400060001 | Ladda upp en bild av detta fornminne      |
| Varnhem 7:1                             | Hög                              |              | Varnhem, Västergötland |       | 58.397589, 13.653673 | 10208400070001 | Ladda upp en bild av detta fornminne      |
| Varnhem 7:2                             | Hög                              |              | Varnhem, Västergötland |       | 58.397604, 13.653450 | 10208400070002 | Ladda upp en bild av detta fornminne      |
| Varnhem 11:1                            | Hög                              |              | Varnhem, Västergötland |       | 58.396331, 13.657212 | 10208400110001 | Ladda upp en bild av detta fornminne      |
| Varnhem 15:1                            | Hög                              |              | Varnhem, Västergötland |       | 58.395905, 13.650324 | 10208400150001 | Ladda upp en bild av detta fornminne      |
| Varnhem 15:2                            | Hög                              |              | Varnhem, Västergötland |       | 58.395669, 13.650183 | 10208400150002 | Ladda upp en bild av detta fornminne      |
| Varnhem 16:1                            | Hög                              |              | Varnhem, Västergötland |       | 58.395151, 13.650946 | 10208400160001 | Ladda upp en bild av detta fornminne      |
| Varnhem 17:1                            | Stensättning                     |              | Varnhem, Västergötland |       | 58.397082, 13.649765 | 10208400170001 | Ladda upp en bild av detta fornminne      |
| Varnhem 18:1                            | Gravfält                         |              | Varnhem, Västergötland |       | 58.394232, 13.651445 | 10208400180001 | Ladda upp en bild av detta fornminne      |
| Varnhem 19:1                            | Stensättning                     |              | Varnhem, Västergötland |       | 58.395117, 13.655891 | 10208400190001 | Ladda upp en bild av detta fornminne      |
| Varnhem 24:3                            | Stensättning                     |              | Varnhem, Västergötland |       | 58.393533, 13.649099 | 10208400240003 | Ladda upp en bild av detta fornminne      |
| Varnhem 25:1                            | Hög                              |              | Varnhem, Västergötland |       | 58.393230, 13.647405 | 10208400250001 | Ladda upp en bild av detta fornminne      |
| Varnhem 26:1                            | Stensättning                     |              | Varnhem, Västergötland |       | 58.392796, 13.647839 | 10208400260001 | Ladda upp en bild av detta fornminne      |
| Varnhem 27:1                            | Stensättning                     |              | Varnhem, Västergötland |       | 58.390741, 13.650958 | 10208400270001 | Ladda upp en bild av detta fornminne      |
| Varnhem 28:1                            | Hög                              |              | Varnhem, Västergötland |       | 58.390972, 13.649595 | 10208400280001 | Ladda upp en till bild av detta fornminne |
| Varnhem 29:1                            | Stensättning                     |              | Varnhem, Västergötland |       | 58.392027, 13.648666 | 10208400290001 | Ladda upp en bild av detta fornminne      |
| Drottningkullen (kullen) (Varnhem 30:1) | Stensättning                     |              | Varnhem, Västergötland |       | 58.392883, 13.649337 | 10208400300001 | Ladda upp en bild av detta fornminne      |
| Drottningkullen (kullen) (Varnhem 30:2) | Stensättning                     |              | Varnhem, Västergötland |       | 58.392844, 13.649519 | 10208400300002 | Ladda upp en bild av detta fornminne      |
| Varnhem 31:1                            | Stensättning                     |              | Varnhem, Västergötland |       | 58.392325, 13.650549 | 10208400310001 | Ladda upp en bild av detta fornminne      |
| Varnhem 31:2                            | Hällristning                     |              | Varnhem, Västergötland |       | 58.392330, 13.650539 | 10208400310002 | Ladda upp en bild av detta fornminne      |
| Varnhem 32:1                            | Stensättning                     |              | Varnhem, Västergötland |       | 58.391986, 13.650738 | 10208400320001 | Ladda upp en bild av detta fornminne      |
| Varnhem 32:2                            | Stensättning                     |              | Varnhem, Västergötland |       | 58.391882, 13.650966 | 10208400320002 | Ladda upp en bild av detta fornminne      |
| Kuse eller Kruse backe (Varnhem 34:1)   | Gravfält                         |              | Varnhem, Västergötland |       | 58.389281, 13.651475 | 10208400340001 | Ladda upp en bild av detta fornminne      |
| Varnhem 35:1                            | Gravfält                         |              | Varnhem, Västergötland |       | 58.389830, 13.652271 | 10208400350001 | Ladda upp en bild av detta fornminne      |
| Varnhem 37:1                            | Stensättning                     |              | Varnhem, Västergötland |       | 58.386948, 13.650117 | 10208400370001 | Ladda upp en bild av detta fornminne      |
| Varnhem 38:1                            | Hög                              |              | Varnhem, Västergötland |       | 58.387773, 13.645866 | 10208400380001 | Ladda upp en bild av detta fornminne      |
| Varnhem 38:2                            | Stensättning                     |              | Varnhem, Västergötland |       | 58.387715, 13.646160 | 10208400380002 | Ladda upp en bild av detta fornminne      |
| Varnhem 39:1                            | Hög                              |              | Varnhem, Västergötland |       | 58.389129, 13.645879 | 10208400390001 | Ladda upp en bild av detta fornminne      |
| Varnhem 41:1                            | Hög                              |              | Varnhem, Västergötland |       | 58.387182, 13.640214 | 10208400410001 | Ladda upp en bild av detta fornminne      |
| Varnhem 41:2                            | Hög                              |              | Varnhem, Västergötland |       | 58.387281, 13.639411 | 10208400410002 | Ladda upp en bild av detta fornminne      |
| Varnhem 41:3                            | Stensättning                     |              | Varnhem, Västergötland |       | 58.387485, 13.639247 | 10208400410003 | Ladda upp en bild av detta fornminne      |
| Varnhem 41:4                            | Stensättning                     |              | Varnhem, Västergötland |       | 58.386847, 13.639229 | 10208400410004 | Ladda upp en bild av detta fornminne      |
| Varnhem 47:1                            | Stensättning                     |              | Varnhem, Västergötland |       | 58.382287, 13.657307 | 10208400470001 | Ladda upp en bild av detta fornminne      |
| Varnhem 47:2                            | Stensättning                     |              | Varnhem, Västergötland |       | 58.382264, 13.656983 | 10208400470002 | Ladda upp en bild av detta fornminne      |
| Varnhem 47:3                            | Stensättning                     |              | Varnhem, Västergötland |       | 58.382179, 13.657279 | 10208400470003 | Ladda upp en bild av detta fornminne      |
| Varnhem 47:4                            | Stensättning                     |              | Varnhem, Västergötland |       | 58.382157, 13.657656 | 10208400470004 | Ladda upp en bild av detta fornminne      |
| Varnhem 48:1                            | Stensättning                     |              | Varnhem, Västergötland |       | 58.383014, 13.662124 | 10208400480001 | Ladda upp en bild av detta fornminne      |
| Varnhem 48:2                            | Stensättning                     |              | Varnhem, Västergötland |       | 58.382819, 13.662001 | 10208400480002 | Ladda upp en bild av detta fornminne      |
| Varnhem 49:1                            | Stensättning                     |              | Varnhem, Västergötland |       | 58.383192, 13.664304 | 10208400490001 | Ladda upp en bild av detta fornminne      |
| Varnhem 49:2                            | Stensättning                     |              | Varnhem, Västergötland |       | 58.382970, 13.664255 | 10208400490002 | Ladda upp en bild av detta fornminne      |
| Varnhem 51:1                            | Stensättning                     |              | Varnhem, Västergötland |       | 58.384322, 13.664221 | 10208400510001 | Ladda upp en bild av detta fornminne      |
| Varnhem 51:2                            | Stensättning                     |              | Varnhem, Västergötland |       | 58.384333, 13.663850 | 10208400510002 | Ladda upp en bild av detta fornminne      |
| Varnhem 52:1                            | Stensättning                     |              | Varnhem, Västergötland |       | 58.385473, 13.658985 | 10208400520001 | Ladda upp en bild av detta fornminne      |
| Varnhem 56:1                            | Stensättning                     |              | Varnhem, Västergötland |       | 58.387186, 13.664286 | 10208400560001 | Ladda upp en bild av detta fornminne      |
| Varnhem 57:1                            | Stensättning                     |              | Varnhem, Västergötland |       | 58.387357, 13.662442 | 10208400570001 | Ladda upp en bild av detta fornminne      |
| Varnhem 58:1                            | Stensättning                     |              | Varnhem, Västergötland |       | 58.385000, 13.667645 | 10208400580001 | Ladda upp en bild av detta fornminne      |
| Varnhem 59:1                            | Hög                              |              | Varnhem, Västergötland |       | 58.388304, 13.666342 | 10208400590001 | Ladda upp en bild av detta fornminne      |
| Varnhem 60:1                            | Kyrka/kapell                     |              | Varnhem, Västergötland |       | 58.383117, 13.655915 | 10208400600001 | Ladda upp en bild av detta fornminne      |
| Varnhem 63:1                            | Stensättning                     |              | Varnhem, Västergötland |       | 58.389560, 13.661436 | 10208400630001 | Ladda upp en bild av detta fornminne      |
| Varnhem 64:1                            | Stensättning                     |              | Varnhem, Västergötland |       | 58.390079, 13.671235 | 10208400640001 | Ladda upp en bild av detta fornminne      |
| Varnhem 64:2                            | Stensättning                     |              | Varnhem, Västergötland |       | 58.390292, 13.671098 | 10208400640002 | Ladda upp en bild av detta fornminne      |
| Varnhem 65:1                            | Gravfält                         |              | Varnhem, Västergötland |       | 58.388731, 13.670053 | 10208400650001 | Ladda upp en bild av detta fornminne      |
| Varnhem 67:1                            | Stensättning                     |              | Varnhem, Västergötland |       | 58.391573, 13.664013 | 10208400670001 | Ladda upp en bild av detta fornminne      |
| Varnhem 68:1                            | Stensättning                     |              | Varnhem, Västergötland |       | 58.392813, 13.667610 | 10208400680001 | Ladda upp en bild av detta fornminne      |
| Varnhem 69:1                            | Stensättning                     |              | Varnhem, Västergötland |       | 58.393372, 13.667135 | 10208400690001 | Ladda upp en bild av detta fornminne      |
| Varnhem 72:1                            | Stensättning                     |              | Varnhem, Västergötland |       | 58.393299, 13.656826 | 10208400720001 | Ladda upp en bild av detta fornminne      |
| Varnhem 73:1                            | Stenkrets                        |              | Varnhem, Västergötland |       | 58.380093, 13.656686 | 10208400730001 | Ladda upp en bild av detta fornminne      |
| Varnhem 73:2                            | Stensättning                     |              | Varnhem, Västergötland |       | 58.379925, 13.656445 | 10208400730002 | Ladda upp en bild av detta fornminne      |
| Skarke (Varnhem 75:1)                   | Begravningsplats                 |              | Varnhem, Västergötland |       | 58.391087, 13.657118 | 10208400750001 | Ladda upp en bild av detta fornminne      |
| Skarke (Varnhem 75:2)                   | Kyrka/kapell                     |              | Varnhem, Västergötland |       | 58.391208, 13.657114 | 10208400750002 | Ladda upp en bild av detta fornminne      |
| Varnhem 78:1                            | Stensättning                     |              | Varnhem, Västergötland |       | 58.385010, 13.675987 | 10208400780001 | Ladda upp en bild av detta fornminne      |
| Varnhem 80:1                            | Stensättning                     |              | Varnhem, Västergötland |       | 58.385980, 13.670999 | 10208400800001 | Ladda upp en bild av detta fornminne      |
| Varnhem 81:1                            | Stensättning                     |              | Varnhem, Västergötland |       | 58.385550, 13.679697 | 10208400810001 | Ladda upp en bild av detta fornminne      |
| Varnhem 81:2                            | Stensättning                     |              | Varnhem, Västergötland |       | 58.385841, 13.680014 | 10208400810002 | Ladda upp en bild av detta fornminne      |
| Varnhem 82:1                            | Röse                             |              | Varnhem, Västergötland |       | 58.385162, 13.682118 | 10208400820001 | Ladda upp en bild av detta fornminne      |
| Varnhem 83:1                            | Stensättning                     |              | Varnhem, Västergötland |       | 58.388003, 13.683614 | 10208400830001 | Ladda upp en bild av detta fornminne      |
| Varnhem 91:1                            | Stensättning                     |              | Varnhem, Västergötland |       | 58.380301, 13.660233 | 10208400910001 | Ladda upp en bild av detta fornminne      |
| Varnhem 93:1                            | Husgrund, förhistorisk/medeltida |              | Varnhem, Västergötland |       | 58.383896, 13.655987 | 10208400930001 | Ladda upp en bild av detta fornminne      |
| Varnhem 94:1                            | Kloster                          |              | Varnhem, Västergötland |       | 58.384264, 13.654260 | 10208400940001 | Ladda upp en till bild av detta fornminne |
| Varnhem 97:2                            | Stensättning                     |              | Varnhem, Västergötland |       | 58.380742, 13.645318 | 10208400970002 | Ladda upp en bild av detta fornminne      |
| Varnhem 101:1                           | Stensättning                     |              | Varnhem, Västergötland |       | 58.378091, 13.643762 | 10208401010001 | Ladda upp en bild av detta fornminne      |
| Varnhem 102:1                           | Stensättning                     |              | Varnhem, Västergötland |       | 58.377609, 13.644078 | 10208401020001 | Ladda upp en bild av detta fornminne      |
| Varnhem 103:1                           | Hög                              |              | Varnhem, Västergötland |       | 58.375304, 13.645178 | 10208401030001 | Ladda upp en bild av detta fornminne      |
| Varnhem 104:1                           | Hög                              |              | Varnhem, Västergötland |       | 58.375858, 13.646615 | 10208401040001 | Ladda upp en bild av detta fornminne      |
| Varnhem 104:2                           | Stensättning                     |              | Varnhem, Västergötland |       | 58.375738, 13.646417 | 10208401040002 | Ladda upp en bild av detta fornminne      |
| Varnhem 104:3                           | Stensättning                     |              | Varnhem, Västergötland |       | 58.375631, 13.646441 | 10208401040003 | Ladda upp en bild av detta fornminne      |
| Varnhem 105:1                           | Gravfält                         |              | Varnhem, Västergötland |       | 58.376729, 13.647554 | 10208401050001 | Ladda upp en bild av detta fornminne      |
| Varnhem 106:1                           | Stensättning                     |              | Varnhem, Västergötland |       | 58.378270, 13.646435 | 10208401060001 | Ladda upp en bild av detta fornminne      |
| Varnhem 106:2                           | Hög                              |              | Varnhem, Västergötland |       | 58.378303, 13.646775 | 10208401060002 | Ladda upp en bild av detta fornminne      |
| Varnhem 107:1                           | Hög                              |              | Varnhem, Västergötland |       | 58.377559, 13.647932 | 10208401070001 | Ladda upp en bild av detta fornminne      |
| Varnhem 108:1                           | Stensättning                     |              | Varnhem, Västergötland |       | 58.374927, 13.649475 | 10208401080001 | Ladda upp en bild av detta fornminne      |
| Varnhem 108:2                           | Stensättning                     |              | Varnhem, Västergötland |       | 58.374993, 13.649095 | 10208401080002 | Ladda upp en bild av detta fornminne      |
| Varnhem 109:1                           | Stensättning                     |              | Varnhem, Västergötland |       | 58.374531, 13.650538 | 10208401090001 | Ladda upp en bild av detta fornminne      |
| Varnhem 114:1                           | Stensättning                     |              | Varnhem, Västergötland |       | 58.379750, 13.655459 | 10208401140001 | Ladda upp en bild av detta fornminne      |
| Varnhem 115:1                           | Stenkammargrav                   |              | Varnhem, Västergötland |       | 58.378302, 13.645083 | 10208401150001 | Ladda upp en bild av detta fornminne      |
| Varnhem 116:1                           | Stenkammargrav                   |              | Varnhem, Västergötland |       | 58.409154, 13.672128 | 10208401160001 | Ladda upp en till bild av detta fornminne |
| Varnhem 117:1                           | Hög                              |              | Varnhem, Västergötland |       | 58.404392, 13.665373 | 10208401170001 | Ladda upp en bild av detta fornminne      |
| Varnhem 118:1                           | Stensättning                     |              | Varnhem, Västergötland |       | 58.404884, 13.665244 | 10208401180001 | Ladda upp en bild av detta fornminne      |
| Varnhem 118:2                           | Hög                              |              | Varnhem, Västergötland |       | 58.404986, 13.665495 | 10208401180002 | Ladda upp en bild av detta fornminne      |
| Varnhem 118:3                           | Stensättning                     |              | Varnhem, Västergötland |       | 58.405107, 13.665797 | 10208401180003 | Ladda upp en bild av detta fornminne      |
| Varnhem 119:1                           | Hög                              |              | Varnhem, Västergötland |       | 58.390728, 13.655440 | 10208401190001 | Ladda upp en bild av detta fornminne      |
| Varnhem 120:1                           | Stenkammargrav                   |              | Varnhem, Västergötland |       | 58.382687, 13.643846 | 10208401200001 | Ladda upp en bild av detta fornminne      |
| Varnhem 121:1                           | Stensättning                     |              | Varnhem, Västergötland |       | 58.382011, 13.644925 | 10208401210001 | Ladda upp en bild av detta fornminne      |
| Varnhem 124:1                           | Stensättning                     |              | Varnhem, Västergötland |       | 58.381668, 13.661905 | 10208401240001 | Ladda upp en bild av detta fornminne      |
| Varnhem 125:1                           | Hög                              |              | Varnhem, Västergötland |       | 58.381413, 13.660756 | 10208401250001 | Ladda upp en bild av detta fornminne      |
| Varnhem 128:1                           | Hög                              |              | Varnhem, Västergötland |       | 58.408219, 13.670828 | 10208401280001 | Ladda upp en bild av detta fornminne      |
| Varnhem 129:1                           | Hög                              |              | Varnhem, Västergötland |       | 58.388923, 13.631403 | 10208401290001 | Ladda upp en bild av detta fornminne      |
| Varnhem 133:1                           | Stensättning                     |              | Varnhem, Västergötland |       | 58.377016, 13.651894 | 10208401330001 | Ladda upp en bild av detta fornminne      |
| Varnhem 139:1                           | Stensättning                     |              | Varnhem, Västergötland |       | 58.388538, 13.650716 | 10208401390001 | Ladda upp en bild av detta fornminne      |
| Varnhem 139:2                           | Hällristning                     |              | Varnhem, Västergötland |       | 58.388538, 13.650716 | 10208401390002 | Ladda upp en bild av detta fornminne      |
| Varnhem 141:1                           | Hög                              |              | Varnhem, Västergötland |       | 58.395432, 13.661365 | 10208401410001 | Ladda upp en bild av detta fornminne      |
| Varnhem 148:1                           | Stensättning                     |              | Varnhem, Västergötland |       | 58.402757, 13.682448 | 10208401480001 | Ladda upp en bild av detta fornminne      |
| Varnhem 175:1                           | Stensättning                     |              | Varnhem, Västergötland |       | 58.389192, 13.639873 | 10208401750001 | Ladda upp en bild av detta fornminne      |

## Vinköl
| Namn                       | Lämningstyp                 | Tillkomsttid | Historisk indelning   | Plats           | Läge                 | ID-nr          | Bild                                      |
| -------------------------- | --------------------------- | ------------ | --------------------- | --------------- | -------------------- | -------------- | ----------------------------------------- |
| Lusthusbacken (Vinköl 1:1) | Stensättning                |              | Vinköl, Västergötland |                 | 58.318074, 13.288338 | 10209000010001 | Ladda upp en bild av detta fornminne      |
| Älvasten (Vinköl 3:1)      | Hällristning                |              | Vinköl, Västergötland |                 | 58.322733, 13.328953 | 10209000030001 | Ladda upp en bild av detta fornminne      |
| Vg 74 (Vinköl 4:1)         | Runristning                 |              | Vinköl, Västergötland | Vinköls byskola | 58.324850, 13.282002 | 10209000040001 | Ladda upp en till bild av detta fornminne |
| Vinköl 5:1                 | Stenkrets                   |              | Vinköl, Västergötland |                 | 58.332940, 13.257305 | 10209000050001 | Ladda upp en bild av detta fornminne      |
| Vinköl 6:1                 | Stenkrets                   |              | Vinköl, Västergötland |                 | 58.327545, 13.294376 | 10209000060001 | Ladda upp en bild av detta fornminne      |
| Juskarehögen (Vinköl 12:1) | Hög                         |              | Vinköl, Västergötland |                 | 58.322614, 13.294150 | 10209000120001 | Ladda upp en bild av detta fornminne      |
| Vinköl 25:1                | Hällristning                |              | Vinköl, Västergötland |                 | 58.326047, 13.286535 | 10209000250001 | Ladda upp en bild av detta fornminne      |
| Vinköl 25:2                | Grav markerad av sten/block |              | Vinköl, Västergötland |                 | 58.326024, 13.286772 | 10209000250002 | Ladda upp en bild av detta fornminne      |
| Vinköl 33:1                | Stensättning                |              | Vinköl, Västergötland |                 | 58.327828, 13.293430 | 10209000330001 | Ladda upp en bild av detta fornminne      |
| Vinköl 61:1                | Stenkammargrav              |              | Vinköl, Västergötland |                 | 58.355477, 13.339666 | 10209000610001 | Ladda upp en bild av detta fornminne      |

## Västra Gerum
| Namn                     | Lämningstyp  | Tillkomsttid | Historisk indelning         | Plats               | Läge                 | ID-nr          | Bild                                      |
| ------------------------ | ------------ | ------------ | --------------------------- | ------------------- | -------------------- | -------------- | ----------------------------------------- |
| Vg 75 (Västra Gerum 2:1) | Runristning  |              | Västra Gerum, Västergötland | Västra Gerums kyrka | 58.351841, 13.276416 | 10209900020001 | Ladda upp en till bild av detta fornminne |
| Västra Gerum 13:1        | Hällristning |              | Västra Gerum, Västergötland |                     | 58.356967, 13.233191 | 10209900130001 | Ladda upp en bild av detta fornminne      |

## Öglunda
| Namn                            | Lämningstyp      | Tillkomsttid | Historisk indelning    | Plats | Läge                 | ID-nr          | Bild                                 |
| ------------------------------- | ---------------- | ------------ | ---------------------- | ----- | -------------------- | -------------- | ------------------------------------ |
| Öglunda 1:1                     | Hög              |              | Öglunda, Västergötland |       | 58.437115, 13.687480 | 10210600010001 | Ladda upp en bild av detta fornminne |
| Öglunda 1:2                     | Hög              |              | Öglunda, Västergötland |       | 58.437005, 13.687333 | 10210600010002 | Ladda upp en bild av detta fornminne |
| Öglunda 4:1                     | Röse             |              | Öglunda, Västergötland |       | 58.436641, 13.689820 | 10210600040001 | Ladda upp en bild av detta fornminne |
| Öglunda 5:1                     | Stensättning     |              | Öglunda, Västergötland |       | 58.439122, 13.691145 | 10210600050001 | Ladda upp en bild av detta fornminne |
| Öglunda 7:1                     | Stensättning     |              | Öglunda, Västergötland |       | 58.441386, 13.693545 | 10210600070001 | Ladda upp en bild av detta fornminne |
| Öglunda 8:1                     | Stensättning     |              | Öglunda, Västergötland |       | 58.440361, 13.692305 | 10210600080001 | Ladda upp en bild av detta fornminne |
| Öglunda 13:1                    | Röse             |              | Öglunda, Västergötland |       | 58.437378, 13.692653 | 10210600130001 | Ladda upp en bild av detta fornminne |
| Öglunda 13:2                    | Röse             |              | Öglunda, Västergötland |       | 58.437450, 13.693248 | 10210600130002 | Ladda upp en bild av detta fornminne |
| Öglunda 14:1                    | Röse             |              | Öglunda, Västergötland |       | 58.438774, 13.694642 | 10210600140001 | Ladda upp en bild av detta fornminne |
| Öglunda 14:2                    | Stensättning     |              | Öglunda, Västergötland |       | 58.438637, 13.694461 | 10210600140002 | Ladda upp en bild av detta fornminne |
| Öglunda 15:1                    | Röse             |              | Öglunda, Västergötland |       | 58.440259, 13.695992 | 10210600150001 | Ladda upp en bild av detta fornminne |
| Öglunda 19:1                    | Stensättning     |              | Öglunda, Västergötland |       | 58.441997, 13.698110 | 10210600190001 | Ladda upp en bild av detta fornminne |
| Öglunda 23:1                    | Stenkammargrav   |              | Öglunda, Västergötland |       | 58.434880, 13.695831 | 10210600230001 | Ladda upp en bild av detta fornminne |
| Öglunda 24:1                    | Stensättning     |              | Öglunda, Västergötland |       | 58.433305, 13.682776 | 10210600240001 | Ladda upp en bild av detta fornminne |
| Öglunda 25:1                    | Stenkammargrav   |              | Öglunda, Västergötland |       | 58.435777, 13.681362 | 10210600250001 | Ladda upp en bild av detta fornminne |
| Öglunda 25:2                    | Stensättning     |              | Öglunda, Västergötland |       | 58.435573, 13.680908 | 10210600250002 | Ladda upp en bild av detta fornminne |
| Öglunda 26:3                    | Stensättning     |              | Öglunda, Västergötland |       | 58.433352, 13.680719 | 10210600260003 | Ladda upp en bild av detta fornminne |
| Öglunda 27:1                    | Stensättning     |              | Öglunda, Västergötland |       | 58.431929, 13.678784 | 10210600270001 | Ladda upp en bild av detta fornminne |
| Öglunda 28:1                    | Röse             |              | Öglunda, Västergötland |       | 58.431513, 13.682455 | 10210600280001 | Ladda upp en bild av detta fornminne |
| Öglunda 29:1                    | Stensättning     |              | Öglunda, Västergötland |       | 58.431842, 13.686698 | 10210600290001 | Ladda upp en bild av detta fornminne |
| Öglunda 29:2                    | Stensättning     |              | Öglunda, Västergötland |       | 58.431773, 13.686291 | 10210600290002 | Ladda upp en bild av detta fornminne |
| Öglunda 30:1                    | Stensättning     |              | Öglunda, Västergötland |       | 58.431158, 13.686036 | 10210600300001 | Ladda upp en bild av detta fornminne |
| Öglunda 31:1                    | Röse             |              | Öglunda, Västergötland |       | 58.430374, 13.679184 | 10210600310001 | Ladda upp en bild av detta fornminne |
| Öglunda 32:1                    | Röse             |              | Öglunda, Västergötland |       | 58.429967, 13.677856 | 10210600320001 | Ladda upp en bild av detta fornminne |
| Öglunda 32:2                    | Stenkrets        |              | Öglunda, Västergötland |       | 58.429972, 13.678164 | 10210600320002 | Ladda upp en bild av detta fornminne |
| Öglunda 33:1                    | Röse             |              | Öglunda, Västergötland |       | 58.429600, 13.676834 | 10210600330001 | Ladda upp en bild av detta fornminne |
| Öglunda 34:1                    | Stensättning     |              | Öglunda, Västergötland |       | 58.430433, 13.675073 | 10210600340001 | Ladda upp en bild av detta fornminne |
| Öglunda 35:1                    | Gravfält         |              | Öglunda, Västergötland |       | 58.429171, 13.672745 | 10210600350001 | Ladda upp en bild av detta fornminne |
| Öglunda 35:2                    | Röse             |              | Öglunda, Västergötland |       | 58.428899, 13.673487 | 10210600350002 | Ladda upp en bild av detta fornminne |
| Öglunda 41:1                    | Stensättning     |              | Öglunda, Västergötland |       | 58.447066, 13.687849 | 10210600410001 | Ladda upp en bild av detta fornminne |
| Öglunda 43:1                    | Stensättning     |              | Öglunda, Västergötland |       | 58.429054, 13.683542 | 10210600430001 | Ladda upp en bild av detta fornminne |
| Öglunda 50:1                    | Stensättning     |              | Öglunda, Västergötland |       | 58.442810, 13.702281 | 10210600500001 | Ladda upp en bild av detta fornminne |
| Kyrkogårdsbacken (Öglunda 53:1) | Begravningsplats |              | Öglunda, Västergötland |       | 58.449104, 13.707955 | 10210600530001 | Ladda upp en bild av detta fornminne |
| Öglunda 59:1                    | Stensättning     |              | Öglunda, Västergötland |       | 58.431214, 13.688344 | 10210600590001 | Ladda upp en bild av detta fornminne |
| Öglunda 62:1                    | Stensättning     |              | Öglunda, Västergötland |       | 58.432087, 13.679647 | 10210600620001 | Ladda upp en bild av detta fornminne |